# Episodi di Digimon Frontier
La serie anime di cinquanta episodi di Digimon Frontier, prodotta dalla Toei Animation nel 2002, è la quarta serie del media franchise giapponese Digimon. Questa si distacca del tutto dalle serie precedenti, non mostrando neanche un legame indiretto con esse. 
La storia si sviluppa del tutto a Digiworld e lascia poco spazio al mondo reale. I protagonisti inizialmente non sanno precisamente quale sia il loro compito, ma ricevono vaghe indicazioni sul da farsi. Inconsapevoli di cosa li attendesse, hanno accettato la strana sfida proposta da una voce misteriosa ma, presto o tardi, capiscono che non si tratta solamente di un gioco ma del destino di un mondo che rischia di scomparire per sempre, coinvolgendo anche quello in cui sono soliti vivere.
La serie è diretta da Yukio Kaizawa, con la colonna sonora di Takanori Arisawa e direzione dell'animazione di Tadayoshi Yamamuro. Digimon Frontier è andato in onda in Giappone sul canale Fuji TV tra il 7 aprile 2002 ed il 30 marzo 2003.
Negli Stati Uniti, la serie debuttò su UPN e ABC Family Channel, e in Canada su YTV, dal 2 settembre 2002. In Italia, invece, la serie fu trasmessa da Rai 2 dal 20 ottobre 2003 al 26 gennaio 2004 e non è mai stata replicata da allora.
Meno fortunato fu il Regno Unito, dove la serie fu programmata per debuttare su Fox Kids UK ma non fu mai mandata in onda.
La canzone di Kōji Wada "FIRE!!" ("FUOCO!!") è stata utilizzata come sigla di apertura nella serie giapponese. Per la serie sono inoltre state usate due sigle di chiusura cantate una sempre da Kōji Wada, "Innocent ~Mujaki na Mama de~" ("Innocente ~Rimanendo innocente~") e l'altra dallo stesso cantante, in duetto con Ai Maeda (accreditata come AiM), "An Endless Tale" ("Una storia infinita").
In Italia, la sigla iniziale, cantata dai Manga Boys, sebbene sia completamente diversa dall'originale giapponese riprende uno dei suoi versi, precisamente "Burn up'n go!!", e lo ripete soprattutto nella parte finale della canzone. 
La sigla finale si differenzia dall'iniziale per la mancanza della prima parte, in cui vengono nominati i personaggi e il nome della serie animata. Inoltre, nella sigla finale del decimo episodio, in Italia è stato inserito un tributo a Maurizio Romano (voce di Agunimon), morto per un incidente stradale durante la lavorazione al doppiaggio della serie.

## Episodi
| Nº                                             | Titolo italiano Giapponese 「Kanji」 - Rōmaji - Traduzione letterale | In onda           | In onda          |
| Nº                                             | Titolo italiano Giapponese 「Kanji」 - Rōmaji - Traduzione letterale | Giapponese        | Italiano         |
| Arco della Stazione nella Foresta (13 episodi) | |                   |                  |
| 1                                              | I nuovi Digiprescelti 「伝説の闘士! 炎のアグニモン」 - Densetsu no Tōshi! Honō no Agnimon – "Il leggendario guerriero! Agnimon del Fuoco" | 7 aprile 2002     | 20 ottobre 2003  |
| 1                                              | Dopo aver ricevuto uno strano messaggio che lo invita a partecipare ad un "gioco", il diecienne Takuya Kanbara effettua un'autentica corsa contro il tempo per arrivare alla stazione di Shibuya e scoprire di cosa si tratti esattamente. Giunge così in una stazione ferroviaria sotterranea e sale a bordo di uno dei treni in partenza. Tuttavia, non è l’unico ad aver ricevuto l’invito e si ritrova in compagnia di altri tre ragazzi: JP Shibayama, Zoe Ayamoto e Tommy Hiyomi. Durante il viaggio i loro cellulari si trasformano in Digivice, lasciando i ragazzi allibiti; ma neanche il tempo di pensarci che la destinazione è stata raggiunta: Digiworld. I ragazzi ricevono poco dopo indicazioni circa il ritrovamento dei cosiddetti Digispirit da una strana voce proveniente dal Digivice. Intanto Tommy, spinto sul treno contro la sua volontà da due bulli e desideroso di tornare a casa, nel disperato tentativo di raggiungere il treno ormai ripartito si ritrova sulle rotaie sospese nel vuoto. Takuya non esita un momento ad andarlo a recuperare, ma viene distratto dagli avvenimenti circostanti: due Digimon, di nome Bokomon e Neemon, corrono nella sua direzione e risultano essere inseguiti da Cerberumon, che intima loro di rivelargli il nascondiglio del leggendario Digispirit. Il ragazzo si ritrova a difendere allo stesso tempo Tommy e i due Digimon dall’assalitore. Nel mezzo dello scontro il Digivice reagisce alla presenza proprio del Digispirit, che permette al ragazzo di digievolvere in Agunimon, Leggendario Guerriero del Fuoco, e di sconfiggere l’avversario con relativa facilità. |                   |                  |
| 2                                              | Labirinto sotterraneo 「光のヴォルフモン 地下迷宮の戦い！」 - Hikari no Vorufumon Chikameikyū no Tatakai! – "Wolfmon della Luce. La battaglia nel labirinto sotterraneo!" | 14 aprile 2002    | 21 ottobre 2003  |
| 2                                              | Grazie all’assorbimento del Digicodice di Cerberumon, la Città del Fuoco ritorna agli antichi splendori. I ragazzi vengono così condotti da Bokomon e Neemon alla dimora di questi ultimi. Alla prima occasione utile, però, JP decide di separarsi dal gruppo senza farsi notare, portando Tommy con sé. I due, cercando un modo per tornare nel proprio mondo, si imbattono in un Pagumon che fornisce loro l’informazione desiderata in cambio di una gustosa barretta di cioccolato. Tuttavia, non solo i ragazzi non riescono a tornare a casa, ma vengono assaliti da un numeroso gruppo di Pagumon, intenzionati ad accaparrarsi tutta la loro cioccolata. Nel frattempo un altro essere umano, Koji Minamoto, appena giunto a Digiworld, segue le indicazioni del proprio Digivice, che lo conduce in una caverna sotterranea. Il gruppo principale si accorge, finalmente, della sparizione di JP e Tommy e decidono di cercarli. Trovato per terra il Digivice di Tommy, essi cadono nel crepaccio nei pressi di quest’ultimo finendo in un autentico labirinto sotterraneo. Nei meandri dello stesso ritrovano i due ragazzi, soccorsi nel mentre da Koji, alle prese con Raremon, originatosi dai Pagumon stessi. Tocca a Takuya fermarli ma, non essendo ancora in grado di controllare pienamente il proprio potere, finisce per far cadere Koji nel vuoto. Inaspettatamente, però, è proprio lì sotto che è presente il Digispirit del ragazzo, che riesce così a digievolvere in Lobomon, padrone della Luce, e ad assorbire Raremon. |                   |                  |
| 3                                              | Una prova pericolosa 「苛めわゆるさない！氷のチャクモン進化」 - Ijime wa Yurusanai! Kōri no Chakkumon Shinka – "Non sopporto i prepotenti! Evoluzione, Chackmon del Ghiaccio" | 21 aprile 2002    | 22 ottobre 2003  |
| 3                                              | Il gruppo giunge nuovamente alla stazione per consentire a Tommy e JP di ritornare nel mondo reale, ma i due ragazzi si rendono conto di non volersene più andare. Il gruppo si incammina, così, fuori dalla Città del Fuoco e riceve l’indicazione di raggiungere la Stazione nella Foresta da quella stessa voce misteriosa che li ha condotti a Digiworld. Apparentemente giungere a destinazione sembra facile, visto che si tratta di seguire i binari; tuttavia, poco più avanti essi si interrompono su un dirupo e i ragazzi decidono di attraversarlo dal fondo. Alle basi di quest’ultimo è presente un'incisione nella roccia, raffigurante Lucemon e i simboli dei dieci leggendari Digispirit. Bokomon racconta di come in passato si fosse svolta una dura guerra tra Digimon di tipo Umano e di tipo Animale e di come, grazie a Lucemon, fosse ritornata la pace. Tuttavia, Lucemon divenne malvagio e soltanto con l’intervento dei dieci Leggendari Guerrieri poté tornare finalmente la pace. Mentre Bokomon racconta questa storia, il gruppo è osservato da dei Candlemon, che inizialmente sono ostili ma, appena saputa la notizia dell’evocazione del Digispirit da parte di Takuya, cambiano totalmente atteggiamento. Tuttavia, si tratta solamente di una facciata per tendere loro una trappola e ai ragazzi non resta che cercare un luogo più sicuro. Takuya decide, poco dopo, di tornare indietro ad affrontarli, consentendo così agli altri di trarsi in salvo. Tommy, però, corre ad aiutare Takuya che, trasformato in Agunimon, sta avendo qualche problema. Improvvisamente, un Digispirit gli si para dinanzi. Tommy lo evoca e digievolve in Kumamon, padrone del Ghiaccio. Ma uno dei Candlemon digievolve Wizardmon ed utilizza i propri artifici magici per confonderli. Scovato l’inganno, Agunimon gli infligge il colpo di grazia e ne assorbe il Digicodice, che si rivela essere quello del binario interrotto. I Candlemon si dichiarano dispiaciuti dell’accaduto, ma si trattava di una semplice prova per verificare che dicessero il vero e che non si trattasse di impostori. Una volta riposizionato il Digicodice al suo posto, un Trailmon passa sul ponte appena ricostituito, con a bordo Koji. |                   |                  |
| 4                                              | La stazione abbandonata 「私のキックは痛いわよ！女闘士フェアリモン」 - Watashi no Kikku wa Itai wa yo! Onna Tōshi Fearimon – "Il mio calcio è doloroso! Fairimon, donna guerriera" | 28 aprile 2002    | 23 ottobre 2003  |
| 4                                              | Proseguendo lungo i binari ricreati, i ragazzi riprendono la ricerca della Stazione nella Foresta, ma si trovano ad una biforcazione. Non riuscendo a mettersi d'accordo, Takuya e Tommy scelgono di proseguire nella direzione in cui, apparentemente, non ci sono tracce di foreste mentre Zoe e JP, assieme a Bokomon e Neemon, optano per la rimanente. Questi ultimi giungono, così, ad una stazione denominata "Soyokaze Village" e incontrano temporaneamente Koji, giunto lì col Trailmon la sera precedente. Esplorando la zona, il gruppo fa la conoscenza dei Floramon, che li accolgono come amici di vecchia data. Questi ultimi spiegano la triste storia della stazione, un tempo frequentatissima e piena di vita, ma che ora giace nella più completa desolazione e abbandono. Una sola caratteristica del luogo è rimasta intatta: l’enorme albero, che produce una lieve brezza convogliando il vento tra i suoi rami. Ben presto fanno capolino i gemelli Mushroomon, soliti rendere la vita difficile ai Floramon. Durante lo scontro, Zoe evoca il suo Digispirit, trasformandosi così in Kazemon, padrona del Vento. Cio nonostante, nemmeno la nuova Digievoluzione basta a fermare i gemelli Mushroomon, poiché uniscono le loro forze digievolvendo in Woodmon. Soltanto grazie all'intervento tempestivo di Lobomon Woodmon viene assorbito. Il suo Digicodice riporta la stazione all’antico splendore e i Mushroomon rivelano la loro vera natura benigna. Svolto il proprio compito, Koji torna per la sua strada. Intanto, anche Tommy e Takuya arrivano, giacché la loro strada si è rivelata piena di ostacoli e tranelli. |                   |                  |
| 5                                              | La Fabbrica del Vento 「大地を揺るがす雷パワー ブリッツモン！」 - Daichi o Yurugasu Ikazura Pawā, Burittsumon! – "Il potere del fulmine che scuote la terra. Blitzmon!" | 5 maggio 2002     | 24 ottobre 2003  |
| 5                                              | Continuando la ricerca della Stazione nella Foresta, i Digiprescelti arrivano all'ingresso di una enorme fabbrica. Decidono di visitarla per trovare qualcosa da mangiare, scoprendo che si tratta della cosiddetta Fabbrica del Vento, in cui i Kokuwamon, sottoposti dei Goblimon, realizzano ventilatori. Una volta usciti, però, realizzano che la realtà è ben diversa: i Kokuwamon sono stati catturati dai Goblimon, allontanati dalla propria terra e costretti a lavorare in condizioni oltraggiose. Tuttavia, trattandosi di creature pacifiche, i Kokuwamon non si sono mai ribellati. Takuya non si dà per vinto e realizza un piano allo scopo di distruggere la fabbrica; tutti gli altri sono d’accordo ad eccezione di JP che, non essendo ancora in grado di digievolvere, non se la sente di rischiare. La sera stessa, dunque, il gruppo si mobilita e sembra andare tutto per il meglio; quando, però, fa la sua comparsa il capo della fabbrica, Snimon, le sorti della lotta volgono a favore di quest’ultimo. Nel mentre JP entra finalmente in azione e cerca di distrarre Snimon salendo a bordo di una gru. Durante lo scontro viene liberato un nuovo Digispirit che permette a JP di digievolvere in Beetlemon, padrone del Tuono. Dimostrandosi di forza nettamente superiore a Snimon, il guerriero ne assorbe il Digicodice, ponendo fine alla lotta per la liberazione dei Kokuwamon. Qualcuno avvolto nell’ombra, però, riceve la notizia di ciò che è accaduto. |                   |                  |
| 6                                              | La Digievoluzione Slide 「伝説の五闘士VS新たなる闘士!」 - Denetsu no Gotōshi tai Aratanaru Tōshi! – "I cinque leggendari guerrieri contro il nuovo guerriero!" | 12 maggio 2002    | 27 ottobre 2003  |
| 6                                              | Koji è intento a scalare una montagna, quando delle grida di aiuto attirano la sua attenzione. In una caverna poco distante, trova dei Digimon imprigionati; nel tentativo di liberarli, però, qualcuno lo aggredisce alle spalle e lo getta nel vuoto. Giunti nella prima città, i Digiprescelti sono alla ricerca di un modo per procurarsi del cibo. Li attira un cartello riguardante lo svolgimento di un incarico, in cambio di generi alimentari. A commissionarlo sono tre ShellNumemon, che li accompagnano in cima ad una montagna in cui risiede il loro villaggio. Essi spiegano di come un certo Grumblemon abbia rapito le loro figlie, per farsi dire il luogo dove risiede il Digicodice della montagna stessa. I ragazzi, ovviamente, accettano l’incarico e ben presto capiscono che anche Koji si trova in quel villaggio per aiutare i Digimon, dovendogli la vita. Tuttavia, i ragazzi si lasciano sfuggire di bocca il fatto di essere dei Leggendari Guerrieri e gli ShellNumemon si ricredono sul loro conto, ritenendoli complici di Grumblemon stesso, poiché anch'egli uno dei dieci Leggendari Guerrieri. I Digimon prendono, dunque, l’iniziativa cercando di effettuare uno scambio di prigionieri; ma Grumblemon non solo non conosce i ragazzi, bensì prova ad eliminarli lui stesso. Koji riesce a liberarsi e a digievolvere, mentre gli altri ragazzi vengono liberati dagli ShellNumemon e partecipano allo scontro. Dopo un primo momento di vantaggio dei Digiprescelti, viene rivelata la posizione del Digicodice della montagna. Approfittando della situazione, Grumblemon rivela la propria capacità di slidedigievolvere in Gigasmon, che si rivela essere un Digimon troppo potente per i ragazzi. Una volta assorbito il Digicodice della montagna, essa svanisce facendo precipitare i Digiprescelti nel vuoto. |                   |                  |
| 7                                              | Il Paese dei Balocchi 「空に浮かぶ街！ トイアグモンのおもちゃの国」 - Sora ni Ukabu Machi! Toiagumon no Omocha no Kuni – "La città nel cielo! Il Paese dei giocattoli di Toyagumon" | 19 maggio 2002    | 28 ottobre 2003  |
| 7                                              | In seguito alla caduta dalla montagna, il gruppo viene diviso: Takuya, Koji e Tommy da una parte, JP, Zoe, Bokomon e Neemon da un'altra. I primi giungono su una strana isola fluttuante, chiamata "il Paese dei Balocchi", sulla quale è presente ogni sorta di giocattolo. Tommy, felice di potersi svagare un po', inizia a giocare, ma viene richiamato da Takuya e Koji. I tre salgono su un treno elettrico per raggiungere la Stazione nella Foresta, convinti di riunirsi lì al resto del gruppo, ma incontrano sul loro cammino Monzaemon. Dei BlackToyAgumon pianificano di rapire i ragazzi ed incaricano Monzaemon di occuparsene, trasformandolo in WaruMonzaemon dopo il rifiuto del Digimon. Durante uno dei tanti litigi di Takuya e Koji, Tommy viene rapito da WaruMonzaemon, che colpisce i primi due con la sua tecnica Cuore Spezzacuori, rendendoli tristi ed impedendogli di salvare Tommy. I due riescono finalmente a chiarirsi, capendo di essere diversi perché Takuya ha un fratellino, mentre Koji è figlio unico e non ha fratelli. Si lanciano quindi entrambi alla ricerca di Tommy, ma cadono in una trappola, venendo salvati da Pandamon. Pandamon spiega loro che i BlackToyAgumon sono stati corrotti dal Digimon malvagio Kerpymon e hanno reso il Paese dei Balocchi un luogo infernale. Takuya e Koji si trasformano quindi in Agunimon e Lobomon e combattono contro i BlackToyAgumon, vanificando anche i loro vari stratagemmi grazie al gioco di squadra. Takuya e Koji ritrovano Tommy ed i ToyAgumon, tornati normali, accettano di dargli un passaggio sulla terraferma con un piccolo aereo. JP, Zoe, Bokomon e Neemon, intanto, giungono presso la riva di un fiume. |                   |                  |
| 8                                              | Amici in pericolo! 「みんなを救え！ 進化するんだツノモン」 - Minna o Sukue! Shinka Surunda Tunomon – "Salva i tuoi amici! Evolviti, Tsunomon" | 26 maggio 2002    | 29 ottobre 2003  |
| 8                                              | JP, Zoe, Bokomon e Neemon stanno viaggiando verso la Stazione nella Foresta ed incontrano Tsunomon, inseguito da Togemon. Tsunomon è un allievo della scuola per Digimon gestita da Togemon, dove i Digiprescelti si recano e conoscono gli altri alunni della scuola, sostenendo poi una lezione che però si rivela un fallimento. Durante la ricreazione, gli allievi della scuola sono intenti a giocare, ma Tsunomon è in disparte e gli altri Digimon non ne vogliono sapere di giocare con lui. Zoe dimostra di capire fin troppo bene i sentimenti di Tsunomon e successivamente spiega che era emarginata dalla sua classe dopo essere tornata dall'estero un anno prima. Tsunomon scappa via ed i Digiprescelti lo inseguono. Il Digimon cade in un fiume e rischia di affogare, così Zoe prova a salvarlo, ma finisce lei stessa nel fiume. Tuttavia, Tsunomon digievolve Gabumon e salva la ragazza. È proprio la sua capacità di digievolvere a spaventare gli altri allievi della scuola, che lo ritengono "diverso". In quel momento, scoppia un temporale. Il fiume rischia di straripare e ciò causerebbe la distruzione della scuola, così JP e Zoe digievolvono in Beetlemon e Kazemon. Il padrone del Tuono propone di usare delle rocce per deviare il corso dell'acqua ma, mentre i due sono impegnati a salvare la scuola, Kapurimon cade in acqua. Beetlemon e Kazemon non possono salvarlo, quindi Tsunomon digievolve nuovamente Gabumon e salva il piccolo Digimon. Gli altri allievi della scuola acclamano Gabumon per quello che ha fatto, integrandolo finalmente nel gruppo. Togemon regala ai ragazzi una barca a vela con le ruote per permettergli di recarsi alla Stazione nella Foresta. Intanto, Takuya, Koji e Tommy si paracadutano dall'aereo dei ToyAgumon e si riuniscono così al gruppo. |                   |                  |
| 9                                              | L'incubo di Tommy 「敵はチャックモン！？ 謎のテレビの森」 - Teki wa Chakkumon!? Nazo no Terebi no Mori – "Il nemico è Chackmon?! La misteriosa Foresta Televisiva" | 2 giugno 2002     | 30 ottobre 2003  |
| 9                                              | I Digiprescelti arrivano alla foresta. I ragazzi si accampano all'aperto, ma uno strano Digimon li spia minaccioso. Mentre preparano la cena, grazie a Bokomon i Digiprescelti vengono a conoscenza del fatto che ogni Leggendario Guerriero possiede due tipi di Digispirit, uno Umano ed uno Animale. I cinque capiscono che devono mettersi sulle tracce dei Digispirit di tipo Animale per sconfiggere Gigasmon. Ad un tratto i ragazzi si rendono conto di trovarsi nella Foresta Televisiva, un luogo i cui alberi trasmettono delle immagini provenienti dal mondo reale. Tommy vede sua madre e rimane molto colpito dalla cosa. Mentre i ragazzi si svagano con i trucchi magici di JP, Tommy viene silenziosamente colpito dalla tecnica del Digimon minaccioso di poco prima, l'Incubo Notturno. Mentre Takuya e JP sono di guardia, Tommy, evidentemente influenzato dall'attacco subito, ha un incubo in cui vede i suoi quattro amici che lo trattengono a Digiworld con la forza e gli impediscono di tornare nel mondo reale da sua madre. Il bambino si sveglia e, spaventato, prima li attacca con un bastone, poi addirittura digievolve Kumamon, attaccando gli altri. I ragazzi ovviamente cercano di evitare il contrattacco, ma Takuya e Koji vedono l'ombra del Digimon minaccioso di poco prima e Koji digievolve Lobomon. Il padrone della Luce rischiara tutta la foresta grazie alla sua Spada Luminosa e Takuya digievolve Agunimon per prendere il Digimon, che si rivela essere un Tapirmon. I Digiprescelti cercano di far tornare Kumamon in sé e Agunimon riesce a sconfiggere Tapirmon e a fare la scansione del suo Digicodice, riportando sia lui che Kumamon alla normalità. Takuya e Koji sembrano diventare sempre più affiatati e Koji si convince a rimanere in gruppo, ma d'improvviso la voce proveniente dal Digivice lo informa che il suo secondo Digispirit è vicino. |                   |                  |
| 10                                             | Il Digispirit Animale 「ビーストスピリットは制御不能！？ ガルムモン進化！」 - Biisuto Supiritto wa Seigyo Funou!? Garumumon Shinka! – "Lo Spirito Animale fuori controllo?! Evoluzione in Garummon!" | 9 giugno 2002     | 31 ottobre 2003  |
| 10                                             | Il mattino successivo, Koji, Bokomon e Neemon sembrano svaniti nel nulla, lasciando solo un biglietto dietro di loro, ed i ragazzi decidono di cercarli. Intanto, poco lontano da lì, Gotsumon cerca di evocare un Digispirit. Anche Koji sta cercando il Digispirit, seguito da Bokomon e Neemon. I tre incontrano il Gotsumon di poco prima, che dice di sapere dove si trova la Stazione nella Foresta ma poi scappa via. Dopo averlo raggiunto, i quattro si accorgono che il villaggio dei Gotsumon è sotto attacco da parte di Grumblemon. Koji digievolve Lobomon, sorprendendo il Digimon, e sfida Grumblemon, che tuttavia slidedigievolve immediatamente Gigasmon. Mentre i due combattono, Gotsumon vede il terzo Occhio del Guardiano, necessario per evocare il Digispirit, ma, per salvare Lobomon che era stato atterrato da Gigasmon, non riesce a raggiungerlo. Koji viene messo al sicuro da Gotsumon, che poi scappa via, convinto di evocare il Digispirit. Il resto dei Digiprescelti cerca di raggiungere Koji, ma i quattro vengono attaccati da Gigasmon. Nel mentre, Gotsumon trova l'Occhio del Guardiano. Takuya, JP, Zoe e Tommy digievolvono e combattono contro Gigasmon, ma la lotta è impari. Kazemon, per salvare Kumamon dall'acquisizione, si mette in mezzo e subisce l'attacco al posto suo, finendo per perdere il suo Digispirit Umano che viene rubato da Gigasmon. Intanto, Lobomon attira Grumblemon lontano dagli altri, ma sta per avere la peggio. Gotsumon sta per mettere al suo posto il terzo Occhio del Guardiano ma protegge ancora una volta Lobomon, salvando il suo Digispirit. Gotsumon intrattiene quindi Gigasmon, mentre Koji, ricevuto l'Occhio del Guardiano, lo rimette al suo posto e scopre il Digispirit Animale della Luce. Koji assorbe il Digispirit e digievolve con esso, diventando KendoGarurumon. Tuttavia, la Digievoluzione sembra complicata, perché KendoGarurumon non riesce a controllare i suoi movimenti come vorrebbe. Ciò nonostante, la battaglia contro Gigasmon stavolta finisce alla pari, dimostrando la potenza del Digispirit Animale. |                   |                  |
| 11                                             | Il villaggio dei veggenti 「俺を倒せ！ 伝説の闘士ヴリトラモン暴走」 - Ore o Taose! Densetsu no Toushi Vuritoramon Bousou – "Sconfiggimi! La furia di Vritramon il leggendario guerriero" | 16 giugno 2002    | 3 novembre 2003  |
| 11                                             | Zoe è demoralizzata per la perdita del Digispirit e JP cerca di tirarla su. Takuya e Koji, intanto, propongono di continuare il cammino verso la Stazione nella Foresta, trovando l'opposizione dello stesso JP che vuole recuperare il Digispirit di Zoe. Bokomon propone di farsi predire il futuro da un indovino per sapere quale sia la soluzione migliore. Il gruppo, quindi, si reca al villaggio dei veggenti ed arriva ad uno strano tempio, dentro il quale risiede Sharmamon, che è in grado di predire il futuro tramite una particolare danza. Sharmamon predice il futuro peggiore a Takuya e Tommy, consigliando loro di non sbagliare approccio per non incappare in conseguenze disastrose. In quel momento, Grumblemon attacca il gruppo insieme ad un Rockmon. Per contrastarlo, Takuya, JP e Tommy digievolvono. Koji prova a digievolvere KendoGarurumon, ma Grumblemon glielo impedisce tramite un circolo magico che gli impedisce i movimenti. Agunimon, Beetlemon e Kumamon vengono ridotti a mal partito da Rockmon, ma un attacco combinato riesce dove i tre avevano fallito individualmente. Grumblemon slidedigievolve Gigasmon, che ancora una volta si rivela troppo forte per loro, riuscendo stavolta a rubare il Digispirit Umano di Tommy. Nel frattempo, dal tempio di Sharmamon fuoriesce BurningGreymon, teoricamente il Digispirit Animale del Fuoco. BurningGreymon distrugge Rockmon, ma un grido straziante proveniente dal Digimon fa intuire la verità ad Agunimon: Sharmamon aveva rinvenuto il Digispirit Animale del Fuoco, ma questo lo aveva inglobato e sopraffatto. Agunimon affronta quindi BurningGreymon per liberare Sharmamon, riuscendo a sconfiggerlo ed assorbendo il suo Digispirit Animale. Tuttavia, il Digispirit viene assorbito in modo anomalo e si impossessa anche di Agunimon, che diventa istantaneamente BurningGreymon ma perde completamente il controllo, attaccando i suoi amici. Koji riesce a liberarsi dalla magia di Grumblemon e digievolve KendoGarurumon per cercare di proteggere gli altri e liberare Takuya insieme a Beetlemon. |                   |                  |
| 12                                             | Il coraggio di Tommy 「ほえるヴリトラモン！ 倒せギガスモン！」 - Hoero Vuritoramon! Taose Gigasumon – "Ulula, Vritramon! Sconfiggi Gigasmon!" | 23 giugno 2002    | 5 novembre 2003  |
| 12                                             | BurningGreymon è ancora fuori controllo ed i suoi attacchi basati sul fuoco finiscono per appiccare un incendio alla foresta. KendoGarurumon interviene ed argina l'incendio con successo, mentre Beetlemon cerca di far rinsavire BurningGreymon, che però non riesce a riprendersi. Tommy non vuole abbandonare il suo amico e cerca di far tornare in sé Takuya, ma non sembra sortire alcun effetto. Tommy ricorda a BurningGreymon di quando gli ha salvato la vita, rischiando molto pur di farlo, e che lui gli ha insegnato che non bisogna fuggire di fronte alle difficoltà e arrendersi, ma affrontarle. Una lacrima di Tommy fa finalmente rinsavire BurningGreymon, che riesce a tornare Takuya. Takuya ringrazia Tommy per l'aiuto ed i Digiprescelti riprendono il cammino verso la Stazione nella Foresta, ripromettendosi di recuperare da Grumblemon i Digispirit di Kazemon e Kumamon. Tuttavia, il gruppo cade in una trappola dello stesso Grumblemon, dalla quale si salvano solo Takuya e Tommy. Takuya mette in salvo Tommy e digievolve Agunimon per fronteggiare Gigasmon, appena slidedigievoluto. Purtroppo, Agunimon non può usare le sue tecniche basate sul fuoco per non incendiare nuovamente la foresta e viene atterrato da Gigasmon, che afferra Tommy e lo porta con sé. Agunimon viene velocemente sconfitto e torna Takuya. Koji sprona Takuya ad usare il suo Digispirit Animale, ma Takuya sembra essere ancora incerto, non sapendo se riuscirà effettivamente a controllarne i poteri o no. Ma Gigasmon minaccia Tommy e Takuya trova il coraggio di digievolvere BurningGreymon, scoprendo di riuscire a controllarsi perfettamente. BurningGreymon salva Tommy e combatte contro Gigasmon, avendo in un primo momento la meglio. Slidedigievolvendo Agunimon, il padrone del Fuoco si fa rincorrere da Gigasmon in uno spiazzo privo di alberi, sul quale slidedigievolve nuovamente in BurningGreymon e può finalmente scatenare la sua furia. Dopo aver finalmente sconfitto Gigasmon, BurningGreymon priva Grumblemon del Digispirit Animale della Terra di Gigasmon e recupera il Digispirit di Kumamon, restituendolo a Tommy. Prima di perdere anche quello di Kazemon, Grumblemon fugge e torna alla dimora dei sottoposti di Kerpymon. Gli altri Leggendari Guerrieri, Lanamon, padrona dell'Acqua, Arbormon, padrone del Legno, e Mercurymon, padrone del Ferro, rimproverano Grumblemon per la sconfitta e lo convincono ad includerli nei suoi piani, mentre Duskmon, padrone delle Tenebre, per il momento resta in disparte. |                   |                  |
| 13                                             | I segreti di Digiworld 「目覚めよセラフィモン！ 十闘士の秘密」 - Mezame yo Serafimon! Juutoushi no Himitsu – "Svegliati, Seraphimon! Il segreto dei dieci guerrieri" | 30 giugno 2002    | 6 novembre 2003  |
| 13                                             | Grumblemon decide di recarsi alla Stazione nella Foresta per regolare i conti in sospeso con i Digiprescelti e recuperare il suo Digispirit Animale. Arbormon, Lanamon e Mercurymon decidono di seguirlo, mentre Duskmon rimane ancora a guardare. Intanto i Digiprescelti giungono finalmente alla Stazione nella Foresta, trovandovi una tavola calda gestita da Deramon. Il Digimon cerca di dissuaderli dall'andare avanti, ma i Digiprescelti non si fanno intimidire e proseguono. I cinque riescono a superare le varie avversità che gli si presentano grazie ai rispettivi Digivice. Incontrano quindi Sorcerymon, un Digimon simile a Wizardmon che, dopo aver sentito la loro storia, li accoglie al castello. I Leggendari Guerrieri malvagi sono sulle tracce dei ragazzi e minacciano Deramon affinché li indirizzi sulla loro strada. Sorcerymon accompagna i Digiprescelti ad un cristallo, all'interno del quale è rinchiuso Seraphimon, padrone di Sorcerymon. La voce del Digivice, che si rivela essere di Ophanimon, chiede ai ragazzi di unire le luci dei loro Digivice per liberare Seraphimon, che è stato protetto per lunghissimo tempo da Sorcerymon per ordine di Ophanimon. I ragazzi riescono nel loro intento e liberano il Digimon, che fornisce una spiegazione ai Digiprescelti. Seraphimon narra ancora la storia di Digiworld fino alla sconfitta di Lucemon e alla sparizione dei Leggendari Guerrieri. Racconta poi che i tre Digimon Angelici, Seraphimon, Ophanimon e Kerpymon, governarono su Digiworld nel modo corretto, ma Kerpymon venne a poco a poco corrotto dalla malvagità. Assalì senza motivo Seraphimon e lo rinchiuse nel cristallo, per poi imprigionare Ophanimon, iniziando poi a conquistare i Digicodici di Digiworld per diventare più forte. Proprio in quel momento, nel castello irrompono i Leggendari Guerrieri malvagi, che attaccano i Digiprescelti. Takuya, Koji, JP e Tommy digievolvono ai rispettivi Guerrieri di tipo Umano, ma non riescono ad avere la meglio contro i Leggendari Guerrieri malvagi. Seraphimon interviene nel combattimento, ma è ancora debole per la lunga prigionia e viene presto sopraffatto da Mercurymon ed eliminato. Mercurymon acquisisce il Digicodice di Seraphimon, ma Zoe ne recupera il Digiuovo. Sorcerymon provvede una via di fuga ai Digiprescelti che, per non perdere il Digiuovo di Seraphimon, sono costretti a scappare. Salgono quindi su un Trailmon, mentre Sorcerymon si impegna ad intrattenere Grumblemon e gli altri per farli fuggire in una galleria sotterranea. Sorcerymon viene eliminato, con i Digiprescelti che si ripromettono di proteggere il Digiuovo di Seraphimon a costo della loro stessa vita. |                   |                  |
| Arco della Ricerca di Ophanimon (24 episodi)   | |                   |                  |
| 14                                             | MetalKabuterimon, il guerriero del Tuono 「雷よ！ 岩をも砕け！ ボルグモン決死のチャレンジ」 - Ikazuchi yo! Iwa o mo Kudake! Borugumon Kesshi no Charenji – "Un Fulmine! E le rocce si frantumano! La sfida all'ultimo sangue di Bolgmon" | 14 luglio 2002    | 7 novembre 2003  |
| 14                                             | Bokomon si offre di occuparsi del Digiuovo di Seraphimon fin quando non si schiuderà e lo pone nella sua panciera. I Digiprescelti continuano il loro cammino nella galleria sotterranea, ma si ritrovano in una caverna. Takuya, Koji e Tommy vanno in ricognizione e JP si propone di riprendere il Digispirit di Kazemon da Grumblemon. Improvvisamente JP e Tommy vengono investiti da un getto d'acqua improvviso. Questo proviene da Whamon, un Digimon pacifico che però è intrappolato nella caverna. Takuya e Koji digievolvono in Agunimon e Lobomon per cercare di tenere a bada Whamon, che finalmente si calma. In quel momento arrivano Grumblemon e Arbormon, che attaccano i Digiprescelti. Grumblemon con una delle sue magie crea un esercito di Rockmon, che attacca i Digiprescelti. Agunimon e Lobomon cercano di difendere i compagni, ma vengono attaccati da Arbormon. JP cerca di intervenire, ma è ferito per il getto d'acqua di Whamon. Tuttavia, lui e Tommy digievolvono Beetlemon e Kumamon per cercare di salvare la situazione. Il padrone del Tuono viene sconfitto dopo un primo momento di vantaggio, mentre Arbormon slidedigievolve Petaldramon, sua forma Animale, per finire Agunimon e Lobomon. Grumblemon sta per finire JP, ma un attacco di Whamon lo blocca. Inaspettatamente, compare il Digispirit Animale di JP, che era stato inghiottito da Whamon tempo prima ed è stato espulso dal suo sfiatatoio. Grumblemon cerca di impossessarsi del Digispirit, ma JP è più veloce: acquisisce il Digispirit e digievolve MetalKabuterimon ma, come KendoGarurumon e BurningGreymon prima di lui, nemmeno lui riesce a controllarsi e fa crollare la caverna, sconfiggendo però Petaldramon. Tuttavia, MetalKabuterimon riesce a tornare in sé ed attacca un indifeso Grumblemon, sconfiggendolo. Il Digimon slidedigievolve poi Beetlemon e recupera il Digispirit di Kazemon, restituendolo a Zoe, ed assorbendo quello di Grumblemon, che viene sconfitto una volta per tutte. In quel momento la caverna collassa, ma Whamon prende il gruppo dei Digiprescelti nella sua bocca e lo riporta in superficie, annunciando che a breve li sbarcherà su un'isola. |                   |                  |
| 15                                             | Il villaggio dei Toucanmon 「イカしたビースト進化！ カルマーラモン」 - Ikashita Biisuto Shinka! Karumaaramon – "L'evoluzione animale del calamaro! Calamaramon" | 21 luglio 2002    | 10 novembre 2003 |
| 15                                             | Mercurymon osserva la fine di Grumblemon e si confronta con Lanamon, che si scopre essere l'unica a non avere ancora evocato il suo Digispirit Animale e che, frustrata dalle accuse di Mercurymon, decide di occuparsi dei Digiprescelti. Questi ultimi, intanto, giungono all'Isola dei Toucanmon che sono dei grandi fan di Lanamon. I Digimon ospitano a loro spese i Digiprescelti al loro villaggio vacanze e li trattano con tutti gli onori, offrendogli anche il pranzo. I Digiprescelti decidono di fare un bagno e, approfittando della loro distrazione, i Toucanmon rubano tutti i loro Digivice, ad esclusione di quello di Zoe, che al momento del furto era ancora negli spogliatoi. Mentre i Digiprescelti rincorrono i Toucanmon, appare proprio Lanamon che attacca i ragazzi. Questi ultimi sono vulnerabili per non poter digievolvere, ad eccezione di Zoe, che infatti digievolve Kazemon per affrontare la padrona dell'Acqua. Mentre il combattimento è in corso, Lanamon ha uno strano presentimento per la vicina presenza del suo Digispirit Animale. La padrona dell'Acqua si precipita a cercarlo, lo trova e slidedigievolve Calmaramon. I Toucanmon, delusi dal nuovo aspetto disgustoso della loro eroina, si allontanano con i Digivice dei ragazzi. Nel mentre, Calmaramon attacca Kazemon ma, esattamente come i ragazzi, non riesce a controllare appieno il suo Digispirit Animale. I Digiprescelti così si salvano e partono alla ricerca dei Toucanmon. |                   |                  |
| 16                                             | Il successo di Zoe 「強いだけじゃだめなのよ！ 美しき闘士シューツモン」 - Tsuyoi dake ja damenano yo! Utsukushiki Toushi Shuutsumon – "La forza da sola non basta! Shutsumon, la guerriera bellissima" | 28 luglio 2002    | 11 novembre 2003 |
| 16                                             | Il gruppo dei Digiprescelti è ancora alla ricerca dei Toucanmon. Nel mentre, i Toucanmon decidono di andare a vendere i Digivice dei Digiprescelti all'Elettromercato di Akiba, per fare in modo di disfarsene. I Digimon volano via, ma sono costretti ad atterrare su un'isola ed i Digiprescelti li notano. Mentre cercano di raggiungerli, incontrano un gruppo di Gomamon. I Gomamon raccontano ai Digiprescelti che quella dove sono atterrati i Toucanmon è l'Isola di Goma, loro isola natale isolata da qualche tempo da una forte corrente marina: per questo motivo i Gomamon non possono fare ritorno a casa. I Digiprescelti decidono di trovare un Digimon volatile e farvisi accompagnare, ma Zoe, desiderosa di risolvere il problema dei Gomamon, decide di aiutarli ad eliminare la corrente e di separarsi dal gruppo. Tuttavia, i quattro ragazzi decidono di soddisfare i desideri della ragazza e decidono di accompagnarla nel punto più vicino alla corrente. Decidono così di costruire una zattera. Lanamon, intanto, riesce finalmente a controllare al meglio il suo Digispirit Animale. I Digiprescelti si avvicinano all'Isola di Goma, ma vengono attaccati da Lanamon. Zoe digievolve Kazemon per affrontarla, ma Lanamon la sconfigge. Kazemon precipita in un vortice e regredisce in Zoe ma, sorprendentemente, scopre di poter respirare. Ciò è dovuto alla presenza del suo Digispirit Animale del Vento. Zoe torna in superficie grazie al suo nuovo Digispirit e digievolve Zephyrmon, sconfiggendo Lanamon. Ma Lanamon non si arrende e slidedigievolve Calmaramon, dando del filo da torcere a Zephyrmon. I Digiprescelti distraggono Calmaramon insultandola, così questa si infuria e prova ad attaccare ancora, ma non riesce nuovamente a controllarsi e vola via. Con la rimozione del Digispirit, le correnti sottomarine spariscono ed i Gomamon possono tornare sulla loro isola. I Digiprescelti vengono a sapere dai Digimon che i Toucanmon sono volati via verso l'Elettromercato di Akiba. |                   |                  |
| 17                                             | Il valore dell'onestà 「ブリザーモン 吹けよ行き、呼べよ氷河！」 - Burizaamon fuke yo Yuki, Yobe yo Hyouga – "Blizzarmon. Il richiamo delle tempeste di neve e ghiaccio!" | 4 agosto 2002     | 13 novembre 2003 |
| 17                                             | I Digiprescelti si dirigono verso l'Elettromercato di Akiba e vi arrivano dopo varie peripezie, iniziando subito a cercare i loro Digivice. Tommy trova un negozio di rigattiere, diretto da Datamon, che però è occupato a giocare ad un videogioco. Il Digimon presto perde al gioco, ma Tommy lo vince per lui. La vittoria al videogioco frutta un premio a Datamon, che sembra essere una sorta di programma. Contro ogni previsione, Tommy scopre che Datamon è in possesso dei loro Digivice e cerca di rientrarne in possesso, ma ottiene un secco rifiuto. Datamon inizia a fare dei test sui Digivice e smonta prima quello di Tommy e poi quello di Takuya. Tommy implora Datamon di non smontare i Digivice degli altri, perché ritiene che il suo, essendo lui il più piccolo, sia più scarso, mentre gli altri devono essere più potenti per combattere e salvare Digiworld. Datamon concede un'ora a Tommy per trovare qualcosa con cui barattare i Digivice. Il ragazzo, uscendo dalla città, incrocia proprio i Toucanmon. I Toucanmon, nel frattempo, cadono nel ghiaccio e Tommy prende la loro cinepresa, che i Digimon avevano ottenuto in cambio dei Digivice, per scambiarla nuovamente con i Digivice. Il ragazzo però ci ripensa e salva i Toucanmon, che però fuggono via con la cinepresa. Arbormon si presenta al negozio di Datamon e pretende i Digivice in cambio dei Toucanmon e della cinepresa. Datamon osserva il filmato registrato dalla cinepresa, che è proprio quello del salvataggio dei Toucanmon da parte di Tommy. Datamon decide di non dare i Digivice ad Arbormon, che per tutta risposta slidedigievolve Petaldramon ed attacca Datamon, mettendolo fuori combattimento. Tommy soccorre Datamon ed il Digimon, colpito dall'onestà di Tommy, gli restituisce il Digivice, aggiornato con il programma vinto proprio da Tommy al videogioco. Incredibilmente, si tratta del Digispirit Animale del Ghiaccio, cosa che dimostra che il Digivice di Tommy non è più scarso degli altri. Tommy digievolve così Korikakumon ed attacca Petaldramon, ma ha ancora qualche problema a controllarsi. Datamon restituisce i Digivice anche a Takuya e Koji, che digievolvono Agunimon e Lobomon per aiutare Korikakumon. Korikakumon spedisce Petaldramon fuori dalla città e lo sconfigge momentaneamente, spedendolo lontano. Dopo la battaglia, Ophanimon contatta i Digiprescelti e li indirizza verso la Stella Rosa, un vero e proprio astro scarlatto dipinto nel cielo. Intanto, Zoe ha vinto ad una sfida sette biglietti per il Trailmon, che i Digiprescelti decidono di usare per cominciare il loro viaggio verso la Stella Rosa. |                   |                  |
| 18                                             | Una gara disonesta 「チキチキ！ トレイルモン猛レース」 - Chiki Chiki! Toreirumon Mou Reesu – "La corsa di Trailmon più pazza del mondo!" | 11 agosto 2002    | 14 novembre 2003 |
| 18                                             | I Digiprescelti sono sul Trailmon che li sta portando verso la Stella Rosa. Il gruppo arriva in una strana città e riceve notizia dell'inizio del "Festival del Sibilo", una gara tra Trailmon, i quali però necessitano di un pilota per poter gareggiare. Il gruppo decide di prendere parte alla corsa, convinto che il premio consista in degli hamburger, ad eccezione di Bokomon; alla corsa partecipa anche la coppia formata da WereGarurumon (Black) e Doggymon. Neemon viene eliminato subito perché si addormenta ancora prima della partenza. JP, in testa alla gara, viene superato da WereGarurumon (Black) e Doggymon e digievolve Beetlemon. Tuttavia, un Raremon blocca il suo binario e lo costringe al ritiro. Takuya passa subito dopo al comando della corsa, mentre Zoe è ultima. Al passaggio su un ponte, WereGarurumon (Black) e Doggymon, secondi, lanciano una bomba per togliere di mezzo gli altri ragazzi. Il Trailmon di Koji riesce a saltare e a proseguire la corsa, mentre Zoe e Tommy sono costretti a digievolvere Kazemon e Kumamon per salvare i propri Trailmon. Entrambi riescono nel loro intento, ma solo Kumamon può continuare la gara, mentre Zoe è costretta al ritiro. Intanto, Takuya cade nel vuoto a causa degli scossoni al suo Trailmon provocati da WereGarurumon (Black) e Doggymon, ma viene salvato da Kumamon e digievolve Agunimon, riprendendo la corsa. Agunimon inizia a combattere contro i due Digimon scorretti e Koji, trasformato in Lobomon, interviene in suo aiuto. Doggymon, intanto, danneggia il Trailmon di Lobomon e i due precipitano nel vuoto. Kumamon cerca di salvarli, ma cade anche lui. Lobomon slidedigievolve KendoGarurumon e salva tutti, ma lui e Kumamon sono costretti al ritiro. Gli unici rimasti in gara, Agunimon ed i Digimon scorretti, entrano intanto in una galleria. Le bombe di Doggymon però danneggiano il Trailmon di Agunimon, che sembra non poter proseguire. Ma Agunimon slidedigievolve BurningGreymon e fornisce al suo Trailmon la potenza necessaria a vincere, battendo WereGarurumon (Black) e Doggymon. Al ritiro del premio, il gruppo scopre che esso consiste in realtà in un invito a Burgermon Village. |                   |                  |
| 19                                             | Cuochi leggendari 「バーガモンを救え！ 友樹のピュアな心」 - Baagamon o Sukue! Tomoki no Pyua na Kokoro – "Salviamo i Burgamon! Il cuore puro di Tomoki" | 18 agosto 2002    | 17 novembre 2003 |
| 19                                             | Petaldramon è affamato e, dopo aver assaggiato gli hamburger di Papà Hamburgermon, decide di rapirlo e portarlo nel suo palazzo. I Digiprescelti intanto giungono a Burgermon Village e vengono a sapere della vicenda. L'unico modo di liberare Papà Hamburgermon è di preparare degli hamburger migliori dello stesso Papà Hamburgermon, quindi i Digiprescelti decidono di provare a cucinare degli hamburger per aiutare la famiglia Hamburgermon. I cinque usano metodi diversi: JP e Zoe passano il test, ma i loro hamburger non sono così buoni, Takuya e Koji invece si rivelano completamente incapaci e preparano hamburger con ingredienti assurdi. Intanto, arrivano i Chameleonmon, servi di Petaldramon, che rapiscono JP, Zoe e Tommy e li portano al palazzo di Petaldramon perché aiutino Papà Hamburgermon a soddisfare la fame del loro padrone. I tre decidono di non digievolvere per farsi portare appositamente al castello di Petaldramon e salvare Papà Hamburgermon. Arrivati al castello, i Chameleonmon rapiscono i Torikaramon e costringono Papà Hamburgermon ed i Digiprescelti a cucinare. Il panino di Tommy, intanto, riscuote particolarmente successo e viene scelto per sfamare Petaldramon. Quando i Torikaramon sono in pericolo, però, i tre digievolvono alle loro rispettive forme di tipo Umano. Con l'aiuto dei Torikaramon, Beetlemon, Kazemon e Kumamon sconfiggono facilmente i Chameleonmon. La famiglia Hamburgermon si riunisce, ma Papà Hamburgermon decide di completare comunque gli hamburger. Intanto, i Digiprescelti incontrano Petaldramon e slidedigievolvono alle rispettive forme di tipo Animale. Durante il combattimento, Papà Hamburgermon finisce l'opera e completa gli hamburger, dandoli in pasto a Petaldramon che, essendosi saziato, si addormenta. MetalKabuterimon distrugge il castello di Petaldramon e JP, Zoe e Tommy aiutano la famiglia Hamburgermon a riunirsi definitivamente. |                   |                  |
| 20                                             | Il Continente Oscuro 「闇にひそむ謎の闘士 ダスクモン！」 - Yami ni Hisomu Nazo no Toushi Dasukumon! – "Il misterioso guerriero nell'oscurità: Duskmon!" | 25 agosto 2002    | 19 novembre 2003 |
| 20                                             | Arbormon, Lanamon e Mercurymon sono a rapporto da Kerpymon e gli illustrano la situazione, consegnandogli anche i Digicodici raccolti fino a quel momento. Tuttavia, Mercurymon non gli consegna il Digicodice di Seraphimon e Kerpymon dimostra di essere a conoscenza dei piani di Mercurymon, che però sembra essere frustrato. Arbormon si offre di essere il prossimo ad occuparsi dei Digiprescelti, promettendo di non fallire come Grumblemon. Intanto i Digiprescelti sono ancora in viaggio a bordo del treno e raggiungono un nuovo continente: il Continente Oscuro, un luogo sconosciuto e pieno di insidie. Il Trailmon che li accompagna decide di non portarli oltre il Portale delle Tenebre, il punto d'accesso del Continente Oscuro. Bokomon gli sconsiglia di proseguire, preferendo cercare un percorso alternativo, ma i cinque ragazzi sono concordi nell'attraversare il Continente Oscuro. Il gruppo comincia quindi il suo cammino all'interno del continente, ma questo sembra serbare molti pericoli. Intanto, Mercurymon e Duskmon si confrontano tra di loro, mettendo in dubbio l'uno la correttezza dell'altro. I Digiprescelti, intanto, incontrano un gruppo di innocui Pipismon e si convincono che il Continente Oscuro ospiti anche Digimon normali. In quel momento appare Arbormon, che elimina i Pipismon e poi, slidedigievolvendo Petaldramon, attacca i Digiprescelti. Questi non si fanno cogliere impreparati e digievolvono tutti alle loro rispettive forme di tipo Animale. Petaldramon, nutrendosi della flora circostante, diventa gigantesco e le ferite causategli dagli attacchi dei Digiprescelti si rimarginano all'istante. Duskmon, intanto, osserva lo scontro da lontano. Petaldramon in un primo momento sembra avere la meglio, ma il gioco di squadra permette ai Digiprescelti di battere Petaldramon, il cui Digispirit Animale viene acquisito da Lobomon, appena slidedigievoluto da KendoGarurumon. In quel momento, Duskmon interviene nello scontro ed elimina personalmente Arbormon, assorbendo il suo Digispirit di tipo Umano ed il suo Digicodice, ritenendolo un peso dopo la perdita del Digispirit Animale. |                   |                  |
| 21                                             | Mistero invincibile 「五闘士全滅！？ 恐るべき闇のパワー！」 - Gotoushi Zenmetsu!? Osorubeki Yami no Pawaa! – "Sconfitta totale dei cinque guerrieri?! Il terrificante potere delle tenebre!" | 1º settembre 2002 | 20 novembre 2003 |
| 21                                             | Duskmon si presenta ai Digiprescelti e li attacca immediatamente. Il Digimon ha la meglio su BurningGreymon e Lobomon suggerisce a MetalKabuterimon e Korikakumon di slidedigievolvere Beetlemon e Kumamon per poter combattere al meglio, ma è tutto inutile perché Duskmon non sembra essere mai in difficoltà. BurningGreymon attacca nuovamente Duskmon e Lobomon, approfittando della distrazione, propone di ritirarsi, ma BurningGreymon non è d'accordo. I Digiprescelti, tuttavia, si ritirano per elaborare una strategia, ma Takuya e Koji litigano per il loro diverso modo di pensare. I Digiprescelti si accampano per la notte e JP e Zoe condividono i loro pensieri sulla situazione attuale. Takuya, intanto, dichiara di stare elaborando una strategia per contrastare Duskmon, che intanto è alla ricerca dei Digiprescelti. Takuya spiega la sua strategia: essa consiste in un attacco combinato. Takuya, digievolvendo Agunimon, dovrebbe distrarre Duskmon, mentre gli altri quattro, digievolvendo alle loro forme di tipo Animale, attaccherebbero dai quattro lati e porterebbero il gruppo alla vittoria. Takuya e Koji, ancora in disaccordo, litigano ancora, per poi decidere di parlare in disparte dagli altri. Koji fa presente a Takuya dell'alto tasso di pericolosità che comporta il suo piano, ricordandogli che, in caso di sconfitta, non avranno altre possibilità. Koji fa notare a Takuya che Duskmon è diverso dagli altri Digimon affrontati fino a quel momento, ma Takuya, testardamente, insiste con le sue idee. Un attacco improvviso di Duskmon pone fine al confronto dei due, mentre gli altri ragazzi digievolvono MetalKabuterimon, Zephyrmon e Korikakumon. Takuya e Koji raggiungono gli altri e digievolvono Agunimon e KendoGarurumon, decidendo infine di provare ad attuare il piano di Takuya. Agunimon attacca Duskmon, che però non fa una piega. Agunimon decide quindi di impedire i movimenti a Duskmon e permettere agli altri di attaccare, ma ancora una volta gli attacchi non sortiscono alcun effetto. Duskmon decide di eliminare Agunimon, ma KendoGarurumon para il colpo di Duskmon, regredendo in Koji. Mentre Agunimon chiama il nome di Koji, Duskmon sembra stranito da quel nome e non riesce a reagire. A quel punto, il Digimon libera le Tenebre che ci sono in lui e tutti ne vengono avvolti. Takuya si risveglia alla Stazione dei Trailmon, dove un Trailmon nero gli dice che ha perso di vista la sua strada e Takuya sembra non avere più fiducia in sé stesso. Il Trailmon lo invita a salire e a tornare nel mondo reale. Takuya, preso dallo sconforto, accetta e lascia Digiworld. |                   |                  |
| 22                                             | Takuya torna a casa 「我が家へ！ 拓也なった一人の帰還」 - Waga ya e! Takuya Tatta Hitori no Kikan – "In rotta verso casa! Il ritorno solitario di Takuya" | 8 settembre 2002  | 21 novembre 2003 |
| 22                                             | Takuya ammette che Duskmon era più forte di lui e rinuncia a tornare a Digiworld, ma gli accade qualcosa di strano. Infatti, si trasforma involontariamente ed inconsapevolmente in un Digimon, Flamemon. Dopo poco, arriva alla stazione sotterranea dalla quale è partito, ma Duskmon sembra averlo seguito. Tuttavia, Flamemon riesce a prendere l'ascensore e a tornare alla stazione di Shibuya e si rende conto di essersi trasformato in un Digimon. Flamemon si nasconde per non farsi notare, ma sembra vedere Duskmon ovunque. Scappa via e torna a casa propria, dove ha uno sgradevole incontro con la propria vicina di casa. Flamemon traffica con il Digivice, provando a tornare alla sua forma normale... ma ha una sgradita sorpresa: scopre infatti di non essere semplicemente tornato nel mondo reale, ma di essere anche entrato in una sorta di paradosso temporale, ritornando al giorno in cui lui stesso è partito per Digiworld. Flamemon, colto da nostaglia per la sua famiglia, decide di cambiare gli eventi e di impedire a se stesso di partire. Segue quindi Takuya nel suo tragitto da casa alla stazione, provando a condizionare il suo alter ego a non partire, ma il vero Takuya non sembra accorgersi della sua presenza. Sul tragitto della metropolitana percorso insieme a Koji, Flamemon nota un altro ragazzo identico a Koji, pensando che sia solo un caso. Tuttavia, anche questo misterioso ragazzo segue Takuya e Koji, ma non riesce a prendere l'ascensore con loro. Decide quindi di prendere le scale, ma precipita da una delle rampe, chiamando il nome di Koji. Flamemon sente la voce di Ophanimon, proveniente dal cellulare di Takuya, e viene nuovamente colto dal dubbio. Ricorda le parole di Koji, quando gli chiese il motivo per il quale si trovava a Digiworld e, soprattutto, i suoi amici. Richiama quindi alla memoria il loro primo viaggio a Digiworld, tutti gli avvenimenti accaduti a lui e agli altri ed infine l'atto di Koji, che gli ha salvato la vita contro Duskmon. Flamemon si chiede se riuscirà a vivere come se non fosse accaduto nulla e si chiede cosa accadrà ai suoi amici. Non potendo sopportare questo pensiero, Flamemon urla a Takuya di prendere il treno per Digiworld. Duskmon appare nuovamente, ma Flamemon stavolta non scappa e scopre che Duskmon era solo un'illusione della sua mente. In quel momento appare nuovamente il Trailmon nero, a cui Flamemon chiede di riportarlo a Digiworld. Il Trailmon gli chiede se ne è sicuro, perché poi non potrà più avere rimpianti, ma Flamemon stavolta non ha dubbi e sale sul Trailmon, chiedendo scusa alla sua famiglia per la sua scelta. Il Trailmon parte quindi per Digiworld ma, una volta arrivato lì, non è Flamemon a scendere da una delle carrozze, bensì Agunimon, che grida di essere tornato a Digiworld spontaneamente. |                   |                  |
| 23                                             | Il potere di un Digimon 「感じるデジモンの力！ 拓也渾身の作戦」 - Kanjiro Dejimon no Chikara! Takuya Konshin no Sakusen – "Percepire il potere di un Digimon! La strategia completa di Takuya" | 15 settembre 2002 | 24 novembre 2003 |
| 23                                             | Agunimon, tornato a Digiworld, si mette immediatamente sulle tracce dei suoi amici. Mentre Koji, benché ferito, è ancora libero e si chiede perché Duskmon lo abbia risparmiato, JP, Zoe e Tommy sono stati catturati da Lanamon e Mercurymon, che li tortura con il solletico per farsi dire dove si trovino Takuya e Koji. Nel mentre, dei Datamon cercano di smontare i loro Digivice per estrarne i Digispirit. Agunimon, intanto, ancora alla ricerca degli altri, vede iniziare un temporale e ritiene di essere stato lui a provocarlo, provando i suoi sospetti quando il temporale finisce su sua diretta richiesta. Takuya ammette a se stesso di essersi concentrato solo su forza bruta e tecniche nelle sue Digievoluzioni e di non essersi soffermato a pensare che un Digimon sia molto di più. Koji, intanto, riflette sul da farsi, convinto che la Digievoluzione in Lobomon non basti e temendo di essere catturato a sua volta. Bokomon e Neemon sono impegnati con Sepikmon, che ha uno strano concetto riguardo all'amicizia e vuole acquisirli per "tenerli sempre con sé". Agunimon arriva e si fa informare sugli avvenimenti dai due Digimon, spiegando poi a Sepikmon cosa sia realmente l'amicizia e concedendogli la propria. Sepikmon, riconoscente, indica con il suo boomerang la posizione di Lanamon e Mercurymon. Questi ultimi, intanto, decidono di eliminare uno dei tre Digiprescelti in ostaggio ed optano per JP. Koji non ce la fa più e digievolve Lobomon, attaccando Lanamon e Mercurymon, ma Lanamon slidedigievolve Calmaramon e lei e Mercurymon attaccano Lobomon, che si trova in difficoltà. Agunimon arriva dagli altri e si precipita al salvataggio, pensando ad una strategia valida. Mentre Lobomon viene ridotto a mal partito da Mercurymon e dalla appena slidedigievoluta Lanamon, Agunimon convoca a sé tutti i fenomeni naturali. Bokomon e Neemon si chiedono se Agunimon sia impazzito, ma il Digimon continua nel suo intento e richiama tutti i fenomeni naturali, che lo aiutano nel suo successivo combattimento contro i due Digimon malvagi. Lobomon aiuta gli altri Digiprescelti, che digievolvono alle loro forme di tipo Umano. Lanamon slidedigievolve nuovamente Calmaramon, ma i Digiprescelti, finalmente riuniti e con a loro disposizione la forza dei fenomeni naturali, affrontano i due con potenza mai vista. I due Leggendari Guerrieri malvagi, presi di sorpresa e messi in difficoltà, sono costretti a ritirarsi, ma Mercurymon sembra avere un piano. Takuya chiede scusa agli altri, dicendo loro di essere cambiato e che ha capito che la loro è una vera e propria missione, da affrontare seriamente. |                   |                  |
| 24                                             | Il conflitto di JP 「対決ボルケーモン！ 純平、過去との激闘」 - Taiketsu Borukeemon! Junpei, Kakoto no Gekitou – "Il duello con Volcamon! Junpei affronta il suo passato" | 22 settembre 2002 | 26 novembre 2003 |
| 24                                             | Lanamon e Mercurymon fanno il punto sulla situazione e si chiedono dove sia Duskmon, che intanto è ancora tormentato dall'incontro/scontro con Koji, non riuscendo a capire chi sia. I Digiprescelti intanto riprendono il loro cammino verso la Stella Rosa, ma improvvisamente vengono risucchiati all'interno di uno strano Digimon, lasciando Bokomon e Neemon all'esterno. I ragazzi cercano di capire dove siano finiti, ma JP viene separato dal resto del gruppo. Incontra quindi Volcanomon, che lo attacca cercando di convincerlo del fatto che gli altri lo abbiano abbandonato lì di proposito. JP si rifiuta di credergli e digievolve Beetlemon per contrastarlo. Volcanomon mette Beetlemon in difficoltà, ma il Leggendario Guerriero riesce a reagire e a contrattaccare, sconfiggendo Volcanomon e scannerizzandone il Digicodice. Beetlemon è ancora confuso per l'accaduto ed improvvisamente la sua ombra inizia a ricordargli cose spiacevoli, accusandolo di non aver mai avuto un vero amico. JP ricorda quindi i suoi giorni a scuola, quando desiderava essere accettato dai suoi compagni di classe, finendo per essere ignorato. L'ombra di Beetlemon continua a prendersi gioco di lui, finendo con l'attaccarlo. Intanto, Takuya percepisce che JP è nei guai, ma non fa in tempo a cercare di aiutarlo che lui e gli altri vengono attaccati dal Digimon in cui sono stati assorbiti. Digievolvono quindi alle rispettive forme di tipo Umano, contrattaccando con successo. Beetlemon intanto ammette che ciò che dice l'ombra è la verità, che un tempo era solo, ma che ora Takuya e gli altri gli hanno insegnato molto e sono degli amici sinceri. L'ombra però prende vita, diventando EvilBeetlemon, e creando un'illusione in cui migliaia di copie degli altri Digiprescelti acclamano la fine di Beetlemon. Quest'ultimo, benché colpito da questo, continua ad esprimere la fiducia che prova nei confronti dei suoi amici. L'ombra dice a Beetlemon che se lui la elimina finirà con l'essere eliminato anche lui. Beetlemon viene sconfitto e regredisce in JP, ma continua a non darsi per vinto e a credere negli altri Digiprescelti, che nel frattempo riescono finalmente a raggiungerlo e lo incoraggiano. JP, rinvigorito, digievolve MetalKabuterimon ed EvilBeetlemon lo imita, slidedigievolvendo EvilMetalKabuterimon. MetalKabuterimon decide di attaccare il suo alter ego malvagio a rischio della sua vita pur di salvare i suoi amici. Alla fine, JP si riconcilia con gli altri, ma i cinque vengono tutti separati e spediti in direzioni diverse. Nel mentre, uno dei globi che compongono il misterioso Digimon che ha assorbito i ragazzi si spegne. |                   |                  |
| 25                                             | Il valore dell'amicizia 「友樹の孤独な戦い アシュラモンの罠」 - Tomoki no Kodoku na Tatakai, Ashuramon no Wana – "La battaglia solitaria di Tomoki. La trappola di Asuramon" | 29 settembre 2002 | 27 novembre 2003 |
| 25                                             | L'episodio si apre con un ricordo di Tommy e di suo fratello, in cui lui si comporta in maniera infantile ed il fratello lo riprende duramente, spronandolo ad affrontare le cose da solo. Tommy, finito in un ambiente vulcanico, si risveglia ed inizia a cercare gli altri, che nel frattempo sono impegnati a fare la stessa cosa in luoghi diversi. Improvvisamente Tommy viene attaccato da uno strano Digimon con tre volti, che ha attacchi basati sul fuoco, ma viene salvato da un certo Asuramon, che si offre di aiutarlo a ritrovare gli altri ragazzi. Bokomon e Neemon, intanto, riconoscono il Digimon che ha assorbito i ragazzi: è Sephirotmon, forma di tipo Animale del Leggendario Guerriero del Ferro Mercurymon. Nel mentre, Koji viene irretito da uno strano Digimon, che rimane nascosto, e digievolve Lobomon. Lo strano Digimon si presenta: è Karatenmon, che pretende la consegna dei Digispirit della Luce. Mentre Tommy e Asuramon si incamminano alla ricerca degli altri Digiprescelti, con quest'ultimo che si dimostra molto gentile con Tommy e lo tratta da amico, Lobomon e Karatenmon iniziano a combattere, ma la lotta si preannuncia ardua, poiché il Digimon è in grado di leggere nella mente del padrone della Luce. Tommy ricorda un altro litigio che ebbe con suo fratello, che lo spingeva ad essere più indipendente. Lobomon intanto è gravemente in difficoltà contro Karatenmon, che lo schernisce e gli dice che il suo cuore è pieno di diffidenza e che non avrà mai dei veri amici. Asuramon si comporta in modo strano con Tommy ed il ragazzo ha qualche reticenza a seguirlo. Il Digimon allora rivela il suo vero volto, svelando di essere il Digimon che aveva attaccato il padrone del Ghiaccio ad inizio episodio, e reclama anche lui i Digispirit di Tommy. Tommy digievolve Kumamon, ma ha qualche difficoltà a farsi valere nell'ambiente vulcanico in cui i due si trovano. Lobomon, intanto, sempre più in difficoltà, slidedigievolve KendoGarurumon e la sua velocità mette in difficoltà Karatenmon, che alla fine viene sconfitto. KendoGarurumon slidedigievolve nuovamente Lobomon ed assorbe il Digicodice di Karatenmon, ma rimane turbato dallo scontro. Koji passa attraverso un altro portale di Sephirotmon ed un altro dei globi del Digimon si spegne. Kumamon, in qualche modo, fa cadere Asuramon nella lava e sembra aver vinto, ma il Digimon è ancora vivo e si prepara allo scontro. Tommy capisce che il fratello lo ha sempre trattato male perché gli vuole bene e tiene a lui. Kumamon slidedigievolve Korikakumon ed attacca Asuramon, che viene sconfitto. Korikakumon slidedigievolve Kumamon ed assorbe il Digicodice di Asuramon, che viene eliminato. Anche Tommy lascia la zona, proponendosi al suo ritorno a casa di dire al fratello quanto gli voglia bene, e fuoriesce da Sephirotmon, riunendosi a Bokomon e Neemon mentre il terzo globo di Sephirotmon si spegne. |                   |                  |
| 26                                             | L'avventura di Zoe 「ラーアモンの執念！ 女デジモン一騎撃ち」 - Raanamon no Shuunen! Onna Dejimon Ikkiuchi – "L'ossessione di Ranamon! Il duello delle donne Digimon" | 6 ottobre 2002    | 28 novembre 2003 |
| 26                                             | Mercurymon stuzzica Lanamon, dicendole che Zephyrmon è ritenuta più bella di lei. Tommy, intanto, spiega a Bokomon e Neemon cos'è accaduto all'interno di Sephirotmon. Degli Honeybeemon, appartenenti al fan club di Lanamon, tramano nell'ombra per catturare Zoe, che è ancora alla ricerca degli altri. A Zoe non piace rimanere sola, perché le riporta alla mente dei vecchi ricordi relativi alla scuola, in cui dopo il trasferimento era sempre sola. Gli Honeybeemon le tendono una trappola, ma finiscono per caderci loro stessi. Zoe digievolve Kazemon, non accortasi che gli Honeybeemon ce l'avevano proprio con lei, e li libera. La stessa cosa si ripete altre volte, con gli Honeybeemon sempre salvati da Kazemon dalle loro stesse trappole. Intanto, Takuya viene attaccato da un Parrotmon, ma digievolve in Agunimon e lo sconfigge facilmente, acquisendone il Digicodice. Takuya si accorge che i portali a forma di occhio che li portano da una zona all'altra si muovono e che sono degli esseri viventi. Intanto gli Honeybeemon fanno amicizia con Zoe, offrendole del cibo. Lanamon porta agli Honeybeemon una mela avvelenata, che viene mangiata da Zoe. Dolorosi ricordi tornano alla mente di Zoe, che fu illusa da una sua compagna di classe e poi tradita perché il suo gruppo di amiche non intendeva accettarla. JP, intanto, deve vedersela con un Cherrymon che lo attacca. Il ragazzo digievolve Beetlemon e riporta una facile vittoria, scannerizzando il Digicodice del Digimon sconfitto. Mentre il globo della sua zona si spegne, JP attraversa il portale e riesce anche lui ad uscire da Sephirotmon. Lanamon, intanto, cerca di convincere Zoe di essere brutta e sgraziata e che non può paragonarsi a lei. Ma uno schiaffo della padrona dell'Acqua fa rinsavire Zoe, che digievolve Kazemon. Lanamon inizialmente ha la meglio e spedisce Kazemon in acqua, ma il Digimon si riprende ed attacca la padrona dell'Acqua. Entrambe le protagoniste dello scontro slidedigievolvono alle loro forme di tipo Animale e, come già accaduto con i Toucanmon, gli Honeybeemon sono scioccati dal nuovo aspetto di Lanamon e prendono improvvisamente a fare il tifo per Zephyrmon. Calmaramon ha inizialmente la meglio, ma Zephyrmon contrattacca e sconfigge Calmaramon, prendendole il Digispirit Animale. Zephyrmon poi slidedigievolve Kazemon e scannerizza il Digicodice di Lanamon ed il suo Disipirit Umano, eliminandola una volta per tutte. Come già accaduto per JP, la vittoria nella zona consente che questa si spenga e che la ragazza esca da Sephirotmon. Solo Takuya e Koji sono ancora all'interno del Leggendario Guerriero malvagio. |                   |                  |
| 27                                             | La Doppia Digievoluzione Spirit 「奇跡のダブルスピリット！ ベオウルフモン誕生」 - Kiseki no Daburu Supiritto! Beourufumon Tanjou – "La miracolosa Double Spirit! La nascita di Beowolfmon" | 13 ottobre 2002   | 1º dicembre 2003 |
| 27                                             | Solo quattro globi dei dieci di Sephirotmon sono ancora illuminati. Duskmon è alla ricerca di Koji e lo vede nell'area centrale, così come i Digiprescelti già all'esterno di Sephirotmon. JP, Zoe e Tommy digievolvono alle rispettive forme di tipo Umano e provano a rientrare nel Digimon per dargli una mano, ma falliscono miseramente e vengono respinti. Duskmon, al contrario, riesce ad entrarvi senza problemi. Zoe, intanto, riesce a contattare Takuya e ad avvertirlo della situazione, raccomandandogli di fare attenzione. Duskmon trova Koji e gli chiede i motivi del suo viaggio a Digiworld, volendone carpire i segreti. Grazie al suo Vortice Oscuro, Duskmon riesce a leggere nella memoria del ragazzo: Koji era intento a comprare un mazzo di fiori per la sua matrigna, per cercare di avere dei rapporti migliori, ma Ophanimon proprio in quel momento lo aveva contattato, costringendolo a rinviare tutto e a dirigersi a Digiworld. Duskmon sembra essere turbato dai ricordi di Koji, continuando a scavare nella memoria del ragazzo. Takuya, nel frattempo, si trova in un'altra zona e viene attaccato da Panjyamon. Takuya digievolve Agunimon e attacca il Digimon avversario, che però si dimostra un avversario temibile. Kerpymon invita Duskmon a smetterla di esitare e di continuare ad avvolgere nelle Tenebre tutto Digiworld. Duskmon sembra riprendersi, ma Koji digievolve Lobomon ed inizia a combattere contro di lui. I due combattimenti sono molto duri, ma il primo ad avere la meglio è Agunimon, che sconfigge Panjyamon e ne assorbe il Digicodice, andando poi alla ricerca di Koji. Lobomon intanto slidedigievolve KendoGarurumon, ma le cose non sembrano migliorare di molto. Il Digimon viene infatti sconfitto e regredisce in Koji. Nel frattempo, all'esterno di Sephirotmon, il Digiuovo di Seraphimon inizia a muoversi e sembra stare per schiudersi. Koji riflette su tutto quello che ha fatto fino a quel momento e decide che non può arrendersi così facilmente. Proprio mentre Duskmon sta per sferrare il colpo di grazia al ragazzo, il Digiuovo di Seraphimon trasferisce una grande quantità di energia al Digivice di Koji. Koji comprende che i suoi due Digispirit possono essere fusi insieme per generare una nuova energia ed esegue la Doppia Digievoluzione Spirit, raggiungendo la forma di Beowulfmon. Il Digiuovo di Seraphimon torna a Bokomon, mentre Beowulfmon e Duskmon iniziano a combattere furiosamente. Nella lotta, Beowulfmon vede che in Duskmon si nasconde un ragazzo molto simile a lui. La battaglia termina in pareggio ed i due Digimon fuoriescono da Sephirotmon, venendo spediti lontano. Kerpymon redarguisce ancora Duskmon, intimandogli di dominare le ombre che ci sono in lui, trasformarle in Tenebre e spargerle su Digiworld. Beowulfmon, intanto, turbato da quello che ha visto, decide che vuole saperne di più. |                   |                  |
| 28                                             | Takuya contro Mercurymon 「拓也の融合進化 アルダモン技炸裂！」 - Takuya no Yūgou Shinka, Arudamon Waza Sakuretsu! – "L'evoluzione fusione di Takuya. L'attacco esplosivo di Ardhamon!" | 20 ottobre 2002   | 3 dicembre 2003  |
| 28                                             | Mercurymon è furioso perché i Digimon che hanno sfidato i Digiprescelti partivano da condizioni di vantaggio e hanno perso tutti. Con il solo Takuya ancora all'interno di Sephirotmon e due aree ancora illuminate, Mercurymon decide di occuparsi personalmente della cosa. Agunimon raggiunge una nuova zona, precipitando in una zona piena di specchi, e Mercurymon si presenta davanti a lui. Agunimon si sorprende della doppia manifestazione fisica di Mercurymon e Sephirotmon, ma il primo gli spiega che il caos è un elemento comune a Digiworld e sfugge alla razionalità degli esseri umani. Agunimon e Mercurymon iniziano a combattere, ma Mercurymon si nasconde tra gli specchi e schernisce Agunimon. Mercurymon è avvantaggiato dal campo di battaglia, composto da specchi e metalli lucenti, e riflette le tecniche di Agunimon, rispedendole al mittente. Mercurymon poi si dirige verso un'altra area, una sorta di chiesa o cattedrale, e Agunimon lo segue. Il padrone del Fuoco cerca Mercurymon, che fa calare dall'alto una rappresentazione dei dati di Seraphimon avvolta da dei rovi. Mercurymon acquisisce quindi i dati di Seraphimon, fondendosi con essi e divenendo BlackSeraphimon. Il Digimon è potentissimo e riduce a mal partito Agunimon, che slidedigievolve BurningGreymon ma viene comunque sconfitto in breve tempo. BurningGreymon regredisce in Takuya e viene afferrato da BlackSeraphimon, che sta per dargli il colpo di grazia. JP, Zoe e Tommy, all'esterno di Sephirotmon, si rifiutano di assistere impotenti all'esecuzione dell'amico e provano nuovamente a penetrare in Sephirotmon dopo le rispettive Digievoluzioni in Beetlemon, Kazemon e Kumamon. Una lacrima cade dal viso di Takuya, ma il Digiuovo di Seraphimon reagisce ancora una volta e trasferisce parte della sua energia anche a Takuya. Il ragazzo, così come Koji prima di lui, comprende che i suoi due Digispirit possono essere fusi insieme ed effettua la Doppia Digievoluzione Spirit, divenendo Aldamon. Aldamon non viene nemmeno scalfito dagli attacchi di BlackSeraphimon e lo sconfigge in un colpo, assorbendo poi il Digicodice di Seraphimon e restituendolo al suo Digiuovo. Mercurymon torna nell'unica area ancora accesa, il suo campo di battaglia, e prova ad attuare nuovamente la sua tattica di confusione, ma un attacco di Aldamon elimina tutto il ferro presente e gli impedisce di fuggire. Aldamon quindi colpisce Mercurymon, sconfiggendolo definitivamente ed assorbendone Digicodice e Digispirit, spegnendo l'ultima area di Sephirotmon e fuoriuscendo dal Digimon. Intanto, mentre il Digiuovo di Seraphimon finalmente si schiude, dando vita a Patamon, Sephirotmon si illumina nuovamente, segno che non è ancora sconfitto. |                   |                  |
| 29                                             | Il potere dell'oscurità 「逃走！ 変幻自在セフィロットモン」 - Tousou! Hengenjizai Sefirotomon – "Fuga disperata! Le forme mutanti di Sephirothmon" | 27 ottobre 2002   | 5 dicembre 2003  |
| 29                                             | Sephirotmon si allontana nel cielo, mentre i Digiprescelti si meravigliano della presenza di Patamon. Takuya cerca di contattare Koji, ma Sephirotmon torna dal gruppo, nuovamente illuminato. Beowulfmon, intanto, è ancora alla ricerca di Duskmon, fermamente intenzionato a capire chi sia quel ragazzo dentro il Digimon malvagio. Sephirotmon ringrazia i Digiprescelti, perché secondo lui è diventato più potente che mai grazie a loro. Quindi, li attacca con alcune delle tecniche dei Leggendari Guerrieri. Questi ultimi, confusi, digievolvono Aldamon, Beetlemon, Kazemon e Kumamon, ma continuano ad essere attaccati dalle loro stesse tecniche. Ciò accade grazie al fatto che, mentre si trovavano al suo interno, i Digiprescelti hanno utilizzato tutte le loro tecniche per difendersi dai nemici e Sephirotmon ne ha copiato i dati, essendo ora in grado di riprodurle. Beetlemon, Kazemon e Aldamon vengono atterrati dalle loro stesse tecniche e non sanno come contrastare il Digimon. I Digimon di tipo Umano slidedigievolvono in quelli di tipo Animale, ma il risultato non cambia. I quattro provano ad attaccare Sephirotmon tutti insieme, ma il Digimon riesce a rispedire al mittente ogni singola tecnica, quindi, dopo essere slidedigievoluti nuovamente alle forme di tipo Umano, decidono di ritirarsi per elaborare una strategia, ma Sephirotmon li circonda con il suo corpo. I Digiprescelti riescono comunque a fuggire, ma Sephirotmon li insegue anche all'interno di una galleria. La galleria termina però in una grotta, mettendo i quattro in trappola. Sephirotmon si spegne, facendo piombare i Digimon nell'oscurità ed attaccandoli mentre loro non sono in grado di vedere. Sephirotmon schernisce i quattro, terrorizzandoli per la strana situazione di impotenza in cui si trovano. I quattro si innervosiscono ed iniziano a scagliare tecniche a caso, cominciando a litigare tra di loro in preda al nervosismo. Aldamon cerca di spronare gli altri a riprendersi, dicendo che loro possono vincere ed intimandogli di chiudere gli occhi. I quattro sentono le loro sensazioni e ricordano di essere alleati e che possono fondere insieme le loro tecniche. I Digimon iniziano infatti a fondere le loro tecniche a due a due di volta in volta, impedendo a Sephirotmon di contrattaccare. Aldamon, osservando i movimenti del Digimon malvagio, riesce a capire che il suo globo centrale rappresenta il cuore di Sephirotmon ed è il suo punto debole. I quattro attaccano quindi tutti insieme e Aldamon dà il colpo di grazia a Sephirotmon, assorbendone il Digicodice ed il Digispirit, ponendo fine una volta per tutte alla minaccia del Leggendario Guerriero del Ferro. Takuya, JP, Zoe e Tommy decidono di andare a cercare Koji, mentre il ragazzo, ancora nella forma di Beowulfmon, è sempre sulle tracce di Duskmon. |                   |                  |
| 30                                             | Luce e oscurità 「飛翔！ 闇の闘士ベルグモン」 - Hishou! Yami no Toushi Berugumon – "In volo! Il Guerriero dell'Oscurità, Velgrmon" | 3 novembre 2002   | 8 dicembre 2003  |
| 30                                             | Beowulfmon finalmente trova Duskmon, che però gli chiede chi sia. Anche Beowulfmon vuole sapere chi sia Duskmon e i due riprendono a combattere, mentre Kerpymon ride di gusto. Il resto del gruppo, intanto, è sulle tracce di Koji, ma non ha idea di dove possa essere finito. Beetlemon e Kazemon, intanto, essendo in grado di volare, scandagliano la zona dall'alto. Patamon, inspiegabilmente, sembra sapere dove si trovi "il ragazzo di luce", dicendo di vedere una luce provenire da una direzione. Il Digimon, però, sembra improvvisamente spaventato da qualcosa di terribile, infatti i Digiprescelti subito dopo subiscono un attacco dall'alto, il cui autore è Kerpymon che non desidera interruzioni nel combattimento tra Beowulfmon e Duskmon. Intanto, Beowulfmon sembra avere la peggio, ma Duskmon scorge un'altra volta Koji e lo risparmia. Quest'ultimo non sembra tuttavia avere le stesse intenzioni ed è sul punto di sconfiggere Duskmon, ma Kerpymon interviene e ferma Beowulfmon, facendolo precipitare nell'oscurità assoluta e portando via Duskmon. Il resto del gruppo, intanto, è prigioniero all'interno di una prigione fatta di pilastri neri, ma i quattro ragazzi digievolvono Aldamon, Beetlemon, Kazemon e Kumamon e attaccano la gabbia, che però non cede minimamente. Patamon ha un'idea brillante e decide di scavare una galleria, poiché i pilastri arrivano al livello del terreno. Kerpymon decide di ricordare a Duskmon il suo arrivo a Digiworld. Si scoprono finalmente le origini del Leggendario Guerriero delle Tenebre, che in origine era un essere umano. Questo ragazzo aveva raggiunto Digiworld, ma si era ritrovato improvvisamente solo, accolto dal solo Kerpymon. Quest'ultimo aveva corrotto il ragazzo con le Tenebre, consegnandogli il Digispirit delle Tenebre per fargli dimenticare la sua umanità. Nel presente, intanto, Kerpymon fa assorbire a Duskmon il Digispirit Animale delle Tenebre, causando la Slidedigievoluzione in Velgemon. Il resto del gruppo riesce ad uscire dalla sua prigione, ma si ode nell'aria un urlo straziante e i Digiprescelti tornano a cercare Koji. Kerpymon ordina a Velgemon di avvolgere Digiworld nell'oscurità più assoluta. Beowulfmon cerca di dissuaderlo, ma Velgemon riesce quasi ad eliminarlo. I Digiprescelti accorrono, attirati dall'implosione risultante dall'attacco di Velgemon, mentre Beowulfmon, molto debole, regredisce in Koji e viene attaccato da Velgemon. Tuttavia, il suo Digivice improvvisamente si illumina e crea una connessione con Velgemon. La voce di Ophanimon dice a Velgemon di cercare di ricordare la sua vita nel mondo reale: un flashback mostra che il misterioso ragazzo corrotto da Kerpymon si chiama Koichi Kimura e che sua nonna, in punto di morte, gli aveva confidato l'esistenza di suo fratello, che si rivela essere proprio Koji. Koichi aveva seguito Koji alla Stazione di Shibuya il giorno della partenza a Digiworld, poi era precipitato da una rampa di scale ed era arrivato in qualche modo a Digiworld. Koji cerca ancora una volta di capire chi sia Velgemon, ma quest'ultimo, confuso e turbato, vola via. |                   |                  |
| 31                                             | Il cimitero dei Trailmon 「闇に眠る トレイルモンの墓場」 - Yami ni Nemuru Toreirumon no Hakaba – "Il cimitero dei Trailmon assopito nell'oscurità" | 10 novembre 2002  | 9 dicembre 2003  |
| 31                                             | Velgemon continua a porsi domande sulla sua identità e su quella di Koji. Koji intanto pensa che c'è qualcosa che gli sfugge in Velgemon ed il resto del gruppo riesce finalmente a raggiungerlo. Il gruppo è finalmente riunito e Bokomon propone di proseguire verso la Stella Rosa, ma Koji vuole chiarire i suoi dubbi, evidentemente celati in Duskmon, e fugge via, inseguito subito da Takuya che non vuole lasciare solo l'amico, dicendo agli altri di rimanere nel luogo in cui si trovano in quel momento. Tuttavia, il resto del gruppo, spronato da JP, decide di raccogliere informazioni sulla Stella Rosa e su quello che troveranno una volta giunti a destinazione. JP è convinto che tutti abbiano un ruolo in questa storia e convince Zoe e Tommy a seguirlo, mentre Bokomon, Neemon e Patamon rimangono al luogo d'incontro. JP, Zoe e Tommy trovano una ferrovia e decidono di seguirla, giungendo infine al cimitero dei Trailmon. Una volta lì, i tre incontrano un vecchio modello di Trailmon Angler in punto di morte. I tre decidono di chiedere informazioni sulla Stella Rosa a Trailmon Angler, che dimostra di sapere qualcosa al riguardo. Trailmon Angler decide di aiutarli, ma chiede loro aiuto a rimettersi sulle ruote. Beetlemon, appena digievoluto, assolve allo scopo, ma il Digimon chiede ai Digiprescelti di aiutarlo a fare un bagno per trapassare con dignità. I Digiprescelti sono piuttosto incerti sull'aiutarlo a meno, ma alla fine si decidono e Beetlemon, Kazemon e Kumamon esaudiscono la sua richiesta. Trailmon Angler chiede un altro favore, ma i tre stavolta non sono disposti ad aiutarlo, credendo che il Digimon li stia prendendo in giro. Trailmon Angler li richiama e chiede loro perdono ed i tre si fanno commuovere e continuano ad esaudire le sue richieste. Fanno poi per andarsene, convinti che il Trailmon in realtà non sappia nulla, ma Trailmon Angler dice di esserci stato tre volte, ma, proprio quando sta per parlare, giunge la sua ora ed il Digimon spira, tra le lacrime dei ragazzi. Tuttavia, in un'esplosione di luce, Trailmon Angler torna ad essere il treno nuovo e scintillante di una volta. I ragazzi, furiosi per le lacrime versate inutilmente, digievolvono MetalKabuterimon, Zephyrmon e Korikakumon e sembrano decisi ad attaccarlo. Tuttavia, i tre ovviamente fanno finta e salgono a bordo del Trailmon, che racconta di aver incontrato dei seguaci di Kerpymon (ovvero Grumblemon, Arbormon, Lanamon e Mercurymon) e che loro lo costrinsero a portarli alla Stella Rosa insieme ad un container contenente Ophanimon. I tre, quindi, scoprono che alla Stella Rosa troveranno il castello in cui è rinchiuso il Digimon Angelico che li ha convocati a Digiworld. |                   |                  |
| 32                                             | Rivelazioni dal passato 「明かされた過去！ ダスクモンの秘密」 - Okasareta Kako! Dasukumon no Himitsu – "Il passato svelato! Il segreto di Duskmon" | 17 novembre 2002  | 10 dicembre 2003 |
| 32                                             | Koji è ancora alla ricerca di Duskmon, ma, approfittando di una bufera, si ripara in un anfratto e ricorda tutti i punti salienti del suo rapporto con Duskmon, chiedendosi chi sia in realtà. Takuya è invece alla ricerca dello stesso Koji, mentre JP, Zoe e Tommy, di ritorno al punto d'incontro, non vi trovano più nemmeno Bokomon, Neemon e Patamon. Quest'ultimo, tuttavia, si è perso e gli altri due sono alla sua ricerca. Duskmon è ancora tormentato dai ricordi del mondo reale e dal suo presunto fratello gemello, ma Kerpymon lo incalza e gli chiede le ragioni della sua reticenza. Duskmon non vuole combattere contro suo fratello, ma Kerpymon ricorda quanto lui criticasse la madre in passato, la quale era stata lasciata dal marito, che si era risposato. La madre soffriva molto e Koichi soffriva di rimando, quindi Kerpymon cerca di convincere Duskmon del suo odio verso Koji. Duskmon viene nuovamente obliterato da Kerpymon e slidedigievolve Velgemon, volando via. Bokomon e Neemon trovano Patamon e raggiungono inoltre Takuya, partendo poi insieme alla ricerca di Koji. Il resto del gruppo, intanto, cerca di contattare invano gli altri e decide di tornare da Trailmon Angler. Velgemon raggiunge ed attacca Koji, che effettua la Doppia Digievoluzione Spirit in Beowulfmon. Il guerriero della Luce cerca di convincere Velgemon della malafede di Kerpymon, ma Velgemon slidedigievolve Duskmon e rivela la sua vera identità al fratello. Beowulfmon non ci crede, ma Duskmon svela che i genitori li separarono quando divorziarono e che lui rimase con suo padre, mentre Koichi rimase con la madre e ne porta il cognome. Koji è scioccato nello scoprire che sua madre, contrariamente a quanto gli era stato detto da suo padre, sia ancora viva. Duskmon sconfigge Beowulfmon, che regredisce in Koji, e poi slidedigievolve Velgemon, attaccando Koji. Il guardiano della Luce viene però salvato da Takuya, che poi sprona Koji a combattere. Koji svela la verità a Takuya e si dimostra reticente a combattere. Takuya ricorda contrasti e gesti fraterni avvenuti in passato con suo fratello Shinya e cerca di consolare Koji. Koji si rifiuta di combattere, ma Takuya lo convince che solo lui può salvare il fratello dal giogo di Kerpymon e che se non interviene se ne pentirà per sempre. Takuya, per scuotere Koji, digievolve Aldamon ed inizia a combattere contro Velgemon, ma viene catturato. Koji finalmente si convince a combattere e digievolve Beowulfmon, liberando Aldamon. Aldamon e Beowulfmon attaccano Velgemon con le loro tecniche più potenti, sconfiggendolo. Beowulfmon scannerizza i Digicodici di Duskmon e Velgemon, assorbendone i Digispirit e liberando così Koichi dalla presenza dei Digispirit delle Tenebre. A scontro terminato, Takuya si accorge che Koichi è lo stesso ragazzo che aveva incontrato alla stazione nel suo breve ritorno nel mondo reale. |                   |                  |
| 33                                             | La scelta di Koichi 「新たなる闇の闘士！ レーベモン＆カイザーレオモン」 - Aratanaru Yami no Toushi! Leebemon to Kaizaareomon – "I nuovi Guerrieri dell'Oscurità! Loweemon e Kaiserleomon" | 24 novembre 2002  | 11 dicembre 2003 |
| 33                                             | Koji chiede chiarimenti a Koichi, che gli conferma che lui è suo fratello gemello e che la loro madre è ancora viva. Il ragazzo, dopo la rivelazione di sua nonna, aveva fatto delle ricerche su Koji e l'aveva osservato diverse volte. Koichi non aveva passato un periodo facile, poiché sua madre aveva molto lavoro da fare per mantenere la famiglia. Koichi aveva seguito Koji il giorno della partenza a Digiworld e poi, come già raccontato da Takuya, era precipitato per una rampa di scale, raggiungendo Digiworld in qualche modo ed incontrandovi Kerpymon, che aveva fatto crescere in lui l'odio ed il risentimento e l'aveva trasformato in Duskmon. Il gruppo dei Digiprescelti, più Koichi, è a bordo di Trailmon Angler e si sta dirigendo alla volta del castello di Kerpymon. Il Trailmon si ferma per una sosta, mentre Koji e Koichi non si rivolgono la parola. Takuya offre il proprio aiuto a Koji, che gli chiede quale sia la vera natura del rapporto tra fratelli. Takuya e gli altri ragazzi, nel frattempo intervenuti nel discorso, gli spiegano che esistono diverse risposte a questa domanda, non ce n'è una definitiva. Koji sembra capire qualcosa d'importante e ringrazia i suoi amici, mentre Koichi non riesce a perdonarsi per i misfatti compiuti come Duskmon. Patamon dice a Koichi che anche la luce ed il buio sono fratelli, ovvero che uno non può esistere senza l'altro e che non è detto che le Tenebre nascondano per forza malvagità. Patamon avverte improvvisamente un pericolo e i Digiprescelti si ritrovano di fronte Kerpymon. I cinque ragazzi digievolvono Aldamon, Beowulfmon, Beetlemon, Zephyrmon e Korikakumon ed attaccano Kerpymon, ma quest'ultimo rimane illeso. Nemmeno la tecnica combinata sortisce qualche effetto; Aldamon e Beowulfmon lo attaccano frontalmente, ma anche stavolta Kerpymon sembra non risentirne. Kerpymon passa al contrattacco e Beowulfmon protegge Koichi, mentre le Digievoluzioni dei Digiprescelti svaniscono per la potenza dell'attacco subito. Koichi è furioso con Kerpymon per averlo fatto combattere contro suo fratello, ma il Digimon Angelico ribatte dicendo che è ciò che lui più voleva, poiché invidiava la vita che faceva Koji, ed il Digispirit delle Tenebre aveva attecchito in lui per questo. Koichi ammette di aver invidiato Koji in passato, ma che ora non è più così e che rinnega il suo passato. Kerpymon sta per attaccare Koichi, ma il Digivice di Koji improvvisamente si illumina e la sua luce genera un secondo Digivice nero per Koichi, restituendogli inoltre i Digispirit delle Tenebre, che però stavolta vengono purificati ed assumono la loro vera forma. Koichi entra di diritto a far parte dei Digiprescelti e digievolve Lowemon, vero Leggendario Guerriero delle Tenebre. Lowemon attacca Kerpymon e gli arreca danno, essendo padrone della forza positiva delle Tenebre. Slidedigievolve quindi JagerLowemon, sua forma di tipo Animale, e sconfigge Kerpymon, che però si rivela solo un duplicato dell'originale. Koichi decide di occuparsi da solo di Kerpymon, ma gli altri cinque Digiprescelti si dimostrano determinati ad unirsi a lui. Così il gruppo, potendo contare su un sesto Leggendario Guerriero, si dirige alla volta del castello di Kerpymon per la battaglia finale. |                   |                  |
| 34                                             | L'incontro con Ophanimon 「決戦！バラの明星 オファニモン救出作戦」 - Kessen! Bara no Myoujou, Ofanimon Kyuushutsusakusen – "Scontro decisivo! La Stella della Rosa. Il piano per il salvataggio di Ophanimon" | 1º dicembre 2002  | TIMvision        |
| 34                                             | Il gruppo giunge finalmente al castello alla Stella Rosa, luogo in cui è tenuta prigioniera Ophanimon. Il Digimon Angelico contatta i ragazzi e dice loro che con la forza di tutti i venti Digispirit dei Leggendari Guerrieri potranno affrontare Kerpymon, che si trova anch'egli al castello. In quel momento, la conversazione termina e Kerpymon inizia ad assorbire tutti i Digicodici che i Leggendari Guerrieri malvagi hanno raccolto per lui fino a quel momento. I Digiprescelti decidono di andare ad affrontare Kerpymon e digievolvono Agunimon, Lobomon, Beetlemon, Kazemon, Kumamon e Lowemon. Kerpymon si accorge del loro arrivo e si dirige da Ophanimon, dicendole che i Digiprescelti sono arrivati e proponendole un accordo. Ophanimon rifiuta ogni trattativa con Kerpymon, poiché il suo unico obiettivo è ottenere la pace a Digiworld. Intanto, il gruppo arriva al portone d'ingresso del castello, ma viene attaccato da due Phantomon. Durante la battaglia che ne consegue, i due Digimon spariscono nel nulla. I sei fanno l'errore di separarsi ed i Phantomon catturano gli spiriti di tutti, ad eccezione di Lowemon, negli amuleti che portano al collo. Lowemon riesce a sconfiggerli, a liberare gli altri e ad assorbire il Digicodice dei Phantomon. Il gruppo quindi oltrepassa il cancello d'entrata del castello. Kerpymon, intanto, sta raccogliendo tutti i Digicodici di Digiworld per diventare invincibile e si propone di prendere anche i venti Digispirit, così da governare sul mondo incontrastato. I Digiprescelti giungono in un labirinto, che si rivela una prigione dove convivono le anime dei Digimon che si sono sacrificati per Kerpymon. Goatmon, guardiano del luogo, si presenta dai Digiprescelti e, dopo aver appurato che non si tratta di un nemico, il gruppo si fa condurre da Ophanimon. Il Digimon Angelico dà loro il benvenuto, ma è intrappolato in una prigione di luce. Beetlemon e Kazemon provano a liberarla senza successo, ma Ophanimon decide di spiegare loro perché si trovano a Digiworld. Ophanimon parla del periodo in cui Seraphimon, Kerpymon e lei stessa governavano Digiworld, con il potere equamente diviso: Seraphimon si occupava delle leggi, Kerpymon della conoscenza e Ophanimon di amore e vita. Ma Kerpymon spesso era in disaccordo con lei e Seraphimon, ritenendo che non lo ascoltassero mai perché, al contrario dei due che erano Digimon di tipo Umano, lui era un Digimon di tipo Animale. Kerpymon venne quindi corrotto dall'oscurità, radunando un esercito di Digimon di tipo Animale ed attaccando quelli di tipo Umano, imprigionando poi Ophanimon e ponendo Seraphimon in un sonno senza fine. Kerpymon disponeva dei Digispirit di cinque Leggendari Guerrieri e ne portò in vita quattro, ordinando loro di raccogliere i Digicodici di Digiworld. Per salvare Digiworld, Ophanimon convocò i ragazzi e li guidò ai Digispirit nascosti da lei e da Seraphimon, ma Kerpymon venne a sapere cosa stava facendo e corruppe il Digispirit delle Tenebre, dandolo ad uno dei ragazzi giunti a Digiworld. Ophanimon sprona i Digiprescelti ad eliminare Kerpymon, cosa possibile grazie ai Digispirit. Ma appare Kerpymon, che dichiara di aver fatto arrivare i Digiprescelti fin lì solo per ottenere tutti i Digispirit in un colpo solo. |                   |                  |
| 35                                             | Il vero Kerpymon 「スピリットを一つに！ 拓也と輝二の究極進化」 - Supiritto o Hitotsu ni! Takuya to Kouji no Kyuukyoku Shinka – "L'unione degli Spiriti! L'evoluzioni al livello definitivo di Takuya e Kouji" | 8 dicembre 2002   | 15 dicembre 2003 |
| 35                                             | Kerpymon elimina Goatmon e rivela a Koichi di aver provato il Digispirit delle Tenebre sui Digimon incontrati precedentemente e che la sua potenza aveva corrotto i loro dati. Lowemon attacca Kerpymon, ma la sua potenza è ridotta a causa della troppa luce presente nel castello. Agunimon e Lobomon regrediscono in Takuya e Koji, per poi digievolvere Aldamon e Beowulfmon e attaccare Kerpymon. I due portano Kerpymon al di fuori del castello, lasciando agli altri Digiprescelti il compito di liberare Ophanimon. Aldamon e Beowulfmon non riescono a fronteggiare Kerpymon che è fortissimo. Gli altri ragazzi, intanto, hanno l'idea di liberare Ophanimon eliminando i punti di rifrazione che creano la gabbia e per fare ciò Kazemon è costretta a slidedigievolvere Zephyrmon. Nel frattempo, Kerpymon sconfigge Aldamon e Beowulfmon e li fa regredire in Takuya e Koji, rubandogli poi i Digivice con all'interno diversi Digispirit. Kerpymon attacca i due ragazzi e Koji salva la vita a Takuya, che stava per precipitare nel vuoto. Kerpymon torna dagli altri Digiprescelti e riserva a Beetlemon lo stesso trattamento di Takuya e Koji, sconfiggendolo, facendolo regredire e rubandogli il Digivice. Zephyrmon cerca quindi di liberare Ophanimon, mentre Kumamon e Lowemon slidedigievolvono Korikakumon e JagerLowemon, ma vengono sconfitti, regrediscono e perdono anche loro i Digivice. Rimane solo Zephyrmon a separare Kerpymon dal dominio totale, ma Ophanimon devia l'attacco destinato a lei e la salva, affrontando Kerpymon; Zephyrmon intanto regredisce in Zoe. Ophanimon cerca di far rinsavire Kerpymon, facendogli ricordare i suoi trascorsi da Digimon Angelico. Kerpymon, per effetto di un attacco di Ophanimon, torna per un momento al suo vero aspetto. Kerpymon continua ad accusare Seraphimon ed Ophanimon della sua rovina, ma quest'ultima si offre di salvarlo donandogli l'amore. Kerpymon torna al suo vero aspetto, ma questo si rivela solo un trucco per restituire ai Digiprescelti i loro Digivice. Kerpymon attacca Ophanimon e la sconfigge, eliminandola. Ophanimon invita i ragazzi a non arrendersi e ad unire i loro Digispirit per crearne due più potenti. Con le ultime forze, infatti, Ophanimon ha modificato i Digivice di Takuya e Koji, donandogli un nuovo aspetto. Il Digispirit di Grumblemon passa da JP a Takuya, che possiede già quello di Gigasmon, mentre quelli dell'Acqua passano da Zoe a Koji. Takuya e Koji si scambiano poi quelli del Legno e del Ferro, così da possedere sei Digispirit a testa. Anche Zoe e Tommy donano i loro Digispirit a Takuya e altrettanto fanno JP e Koichi con Koji. Takuya e Koji posseggono ora dieci Digispirit a testa (Takuya quelli di Fuoco, Vento, Ghiaccio, Terra e Legno; Koji quelli di Luce, Tuono, Tenebre, Acqua e Ferro) ed attivano l'Iperdigievoluzione Spirit, digievolvendo KaiserGreymon e MagnaGarurumon. |                   |                  |
| 36                                             | Il combattimento con IceDevimon 「勝利への飛翔！ 対決ケルビモンの城」 - Shouri e no Hishou! Taiketsu Kerubimon no Shiro – "In volo verso la vittoria! La resa dei conti al castello di Cherubimon" | 15 dicembre 2002  | 22 dicembre 2003 |
| 36                                             | I nuovi Leggendari Guerrieri KaiserGreymon e MagnaGarurumon affrontano Kerpymon. Kerpymon assalta i Digiprescelti e MagnaGarurumon lo attacca, mentre KaiserGreymon porta gli altri al sicuro. Il combattimento ha inizio e Kerpymon attacca i due Leggendari Guerrieri, che però stavolta rispondono e contrattaccano. Kerpymon accusa i Digiprescelti di essersi potenziati solo grazie ad Ophanimon, ma KaiserGreymon e MagnaGarurumon ribattono che loro hanno dei compagni che li aiutano ed è per questo che sono così forti. Un attacco dei due fa cadere Kerpymon sul castello, che inizia inesorabilmente a crollare. KaiserGreymon salva il resto del gruppo, mentre Koichi cade all'interno del castello ma MagnaGarurumon lo salva. Ormai al sicuro, KaiserGreymon e MagnaGarurumon regrediscono e restituiscono i Digispirit ai rispettivi proprietari. Koichi vorrebbe andare a parlare con Koji, ma non ci riesce. Zoe se ne accorge e lo spinge a farlo, ma mentre i due si confrontano appare un altro Digimon malvagio: è IceDevimon, un Digimon malvagio che una volta era il criminale peggiore di Digiworld, liberatosi grazie al crollo del castello. IceDevimon vuole attaccare i Digiprescelti dopo aver divorato i dati dei Digimon presenti nelle prigioni. IceDevimon congela i Digivice di Takuya e Koji, che così non possono accedere alla nuova Digievoluzione. JP, Zoe, Tommy e Koichi digievolvono così alle rispettive forme di tipo Umano, ma subiscono l'attacco del Digimon malvagio. Il Digimon congela Beetlemon e Kazemon, ma Kumamon e Lowemon slidedigievolvono Korikakumon e JagerLowemon, attaccando IceDevimon. Il Digimon, però, non risente affatto dei loro attacchi e cattura Takuya e Koji e li mette in una bolla di aria gelida, all'interno della quale Koji viene catturato e corre il rischio di congelare. JagerLowemon però libera i due, che scappano. Korikakumon libera Beetlemon e Kazemon, che slidedigievolvono MetalKabuterimon e Zephyrmon. Zephyrmon e Korikakumon procedono con un attacco combinato, MetalKabuterimon attacca IceDevimon a distanza ravvicinata e JagerLowemon provvede a finirlo, assorbendone i dati. Tutto sembra finito per il meglio, ma Kerpymon è tornato e sta per assorbire tutti i Digicodici raccolti. |                   |                  |
| 37                                             | La fine di Kerpymon 「決戦！命ある限り デジタルワールドを取り戻せ」 - Kessen! Inochi Aru Kagiri Dejitaru Wārudo wo Torimodose – "Scontro decisivo! Fino alla fine. Riprendiamoci il Mondo Digitale" | 22 dicembre 2002  | 23 dicembre 2003 |
| 37                                             | Kerpymon è impegnato a comprimere tutti i Digicodici da lui raccolti fino a quel momento, mentre i Digiprescelti si portano al sicuro. Kerpymon attende i Digiprescelti, che stanno per recarsi al combattimento. JP, Zoe, Tommy e Koichi spronano Takuya e Koji a dare il meglio e gli augurano buona fortuna, donando loro i rispettivi Digispirit e permettendo l'Iperdigievoluzione Spirit ai due, che digievolvono KaiserGreymon e MagnaGarurumon. Kerpymon assorbe i Digicodici e minaccia i suoi avversari, che però per tutta risposta lo attaccano. KaiserGreymon e MagnaGarurumon schivano e deviano facilmente gli attacchi di Kerpymon ed elaborano un piano. Mentre MagnaGarurumon distrae il Digimon Angelico, KaiserGreymon lo attacca e sembra aver inflitto dei danni al Digimon malvagio. Tuttavia, Kerpymon è illeso, dicendosi intenzionato a mostrare i due la sua vera potenza. Kerpymon diventa gigantesco e libera dei Digicodici, attaccando grazie ad essi i suoi avversari. Kerpymon è molto più potente di prima ed attacca i Digiprescelti, che accusano il colpo. I due si rialzano e si lanciano nuovamente all'attacco, ma Kerpymon li attacca nuovamente con i Raggi Allucinogeni, i quali creano un'illusione a Takuya in cui è con Zoe, facendogli credere di aver vinto la battaglia e che tutto sia andato per il verso giusto. Ma KaiserGreymon si risveglia, scuotendo anche MagnaGarurumon e facendolo svegliare. I due discutono un piano di battaglia e MagnaGarurumon nota che ogni attacco di Kerpymon si sprigiona con una grande emissione di energia dalla sua fronte. MagnaGarurumon, dunque, propone di fare da scudo, mentre KaiserGreymon gli trafiggerà la fronte con la sua spada. MagnaGarurumon parte dunque all'attacco e protegge KaiserGreymon dagli attacchi di Kerpymon fino al suo limite massimo. Quando non ce la fa più, KaiserGreymon parte all'attacco e trafigge la fronte di Kerpymon con la sua spada, liberando i Digicodici assorbiti. Kerpymon è sconfitto e KaiserGreymon ne assorbe il Digicodice. Kerpymon appare per un secondo nel suo aspetto originario, per poi svanire nel nulla. MagnaGarurumon è stremato e regredisce in Koji dopo aver appreso della fine di Kerpymon da KaiserGreymon, che a sua volta regredisce in Takuya, ed i due tornano dagli altri Digiprescelti. I Digicodici assorbiti da Kerpymon, intanto, penetrano nel nucleo di Digiworld ed arrivano ad uno strano Digimon, che li assorbe, compatendo Kerpymon per la sua fine e parlando del suo imminente ritorno. Il Digimon invoca poi i Cavalieri Reali, attendendone con ansia l'arrivo. |                   |                  |
| Arco del Salvataggio di Digiworld (9 episodi)  | |                   |                  |
| 38                                             | I Cavalieri Reali 「終わらない死闘！ ルーチェモン復活の序曲」 - Owaranai Shitou! Rūchemon Fukkatsu no Jokyoku – "Lotta disperata e senza fine! Il preludio del risveglio di Lucemon" | 5 gennaio 2003    | 29 dicembre 2003 |
| 38                                             | Il gruppo dei Digiprescelti festeggia per la vittoria su Kerpymon, ma Koji manifesta perplessità perché il suolo di Digiworld non si è rigenerato e continua a svanire, come accade ad una montagna vicino a loro di cui evidentemente qualcuno ha acquisito il Digicodice. I Digiprescelti vanno a vedere chi possa essere stato ad acquisire il Digicodice, ma vengono attaccati da Baronmon. I sei ragazzi digievolvono alle forme dei rispettivi Digispirit di tipo Umano e contrattaccano, ma Baronmon li ferma, dimostrando di sapere chi siano. Baronmon non vuole combattere contro di loro e dichiara di poter prevedere l'imminente ritorno del terribile Lucemon, il Digimon annientato anni fa dai Leggendari Guerrieri originali. Baronmon decide di raccontare la storia di Digiworld ai ragazzi, portandoli nel Tunnel della Storia di Digiworld, dove sono registrati tutti gli eventi susseguitisi anno dopo anno. Baronmon spiega che Digiworld è composto da dieci macroDigicodici, ognuno collegato ad un Digispirit. I dieci Leggendari Guerrieri, quando sconfissero Lucemon, rinchiusero il Digimon malvagio nell'Area Oscura e la sigillarono. Quindi, liberarono dieci coppie di Digispirit, affidandone cinque a Kerpymon, tre ad Ophanimon e due a Seraphimon, per poi sparire nel nulla. Lucemon, tutt'altro che sconfitto, era alla ricerca di un modo per liberarsi ed iniziò ad infondere la propria aura oscura in Kerpymon, che poi divenne malvagio. Lucemon, alla morte di Kerpymon, ha acquisito i Digicodici raccolti da Kerpymon; inoltre, Baronmon mostra al gruppo che due Digimon suoi emissari insistono nell'acquisire Digicodici. Baronmon dice che la situazione è disperata e che Lucemon distruggerà Digiworld, invitando gli esseri umani a tornare nel loro mondo. I Digiprescelti si rifiutano di farlo e decidono di combattere contro Lucemon, ma in quel momento vengono attaccati dai due emissari di Lucemon, i Cavalieri Reali Dynasmon e Crusadermon. I Digiprescelti digievolvono in Aldamon, Beowulfmon, Beetlemon, Kazemon, Kumamon e Lowemon, ma basta il solo Dynasmon ad occuparsi di loro, mentre Crusadermon preleva il Digicodice. Nemmeno la Slidedigievoluzione in forma di tipo Animale aiuta i Digiprescelti, che vengono battuti repentinamente da Crusadermon. I sei decidono quindi di ricorrere all'Iperdigievoluzione Spirit per far intervenire KaiserGreymon e MagnaGarurumon, ma persino loro vengono sconfitti in poco tempo. Baronmon cerca di essere d'aiuto ed attacca i Cavalieri Reali, ma questi contrattaccano e Baronmon, per proteggere JP, Zoe, Tommy e Koichi, assorbe il colpo e viene eliminato. Tuttavia, i Digiprescelti non rimangono illesi: incredibilmente, i loro corpi, ad eccezione di quello di Koichi, vengono circondati da dei Digicodici. KaiserGreymon e MagnaGarurumon, per salvare i loro amici, cercano ancora la lotta, ma un potentissimo attacco di Dynasmon distrugge l'intera zona. |                   |                  |
| 39                                             | Bloccati sulla luna 「これがデジタルワールド！？ 月からの脱出！」 - Kore ga Dejitaru Waarudo!? Tsuki kara no Dasshutsu – "Siamo ancora nel Mondo Digitale?! Fuga dalla luna!" | 12 gennaio 2003   | 30 dicembre 2003 |
| 39                                             | Il gruppo dei Digiprescelti si ritrova in una sorta di cratere, con i ragazzi tutti svenuti. Koichi si riprende e decide di andare a cercare aiuto e si accorge di poter levitare a mezz'aria, come se ci fosse meno forza di gravità. Koichi arriva in superficie e capisce le ragioni della sua sensazione: il gruppo è infatti finito su una delle tre lune di Digiworld, la luna blu di Seraphimon. Koichi viene trovato da alcuni Starmon, che portano gli altri ragazzi alla loro base. Il capo degli Starmon, SuperStarmon, chiede di parlare con Koichi e si fa spiegare la situazione di Digiworld, manifestando preoccupazione. Intanto, i Cavalieri Reali svelano il compromesso nascosto dietro la loro servitù per Lucemon: il Digimon malvagio, infatti, ha promesso loro di aprire un passaggio per il mondo reale, per ragioni ancora sconosciute. Intanto, gli altri ragazzi si risvegliano e cercano un modo per tornare a Digiworld. I sei decidono di provare in qualche modo a tornare a casa. Provano diversi metodi, tutti piuttosto ridicoli, e non ottengono alcun risultato anche a causa del flusso elettromagnetico che protegge Digiworld. MetalKabuterimon riesce infine a realizzare il progetto di un razzo affinché lui e gli altri riescano a tornare a Digiworld, ma gli altri Digiprescelti ne trovano uno già costruito. Unendo i cingoli dei veicoli degli Starmon, i Digiprescelti pensano di creare un'enorme fionda per lanciare il razzo, ma dovranno sfruttare il momento giusto dato dall'allineamento delle tre lune, che bloccherà momentaneamente il flusso elettromagnetico. I ragazzi lanciano il razzo, ma questo ha poca spinta e pare non riuscire a riportarli a casa. Takuya, tuttavia, digievolve BurningGreymon e grazie alla sua Tempesta Rovente crea una propulsione aggiuntiva per il razzo. Dopo aver evitato diversi asteroidi, il razzo viene colpito e danneggiato, rischiando di rimanere in orbita nello spazio per sempre. Fortunatamente, questo atterra sui binari dei Trailmon ed i Digiprescelti, spinti da Trailmon Mole, riescono finalmente a tornare a Digiworld, determinati ad intraprendere la difficile battaglia contro Lucemon. |                   |                  |
| 40                                             | Un incontro inatteso 「選ばれし者！？ エンジェモンを操る少年！」 - Erabareshi Mono!? Enjemon o Ayatsuru Shounen! – "I prescelti?! I bambini che controllano Angemon!" | 19 gennaio 2003   | 31 dicembre 2003 |
| 40                                             | I Cavalieri Reali continuano senza sosta ad assorbire Digicodici per Lucemon. Nel mentre, i Digiprescelti, grazie a Trailmon Mole, giungono alla Zona Commerciale, ma vengono bloccati da Sagittarimon, che vuole derubarli. I sei, per non combattere con lui, cercano di svicolare e rifuggono la lotta, ma Sagittarimon sembra essere fuori di sé. Sorprendentemente, in quel momento appaiono quattro ragazzi umani, che decidono di mettere in fuga Sagittarimon grazie al Digimon che li protegge, Angemon, e riescono nel loro scopo. I bambini sono Katsuharu, Teppei, Chiaki e Teruo, quattro bambini entrati a Digiworld insieme ai Digiprescelti, che avevano fatto amicizia e avevano deciso di ignorare le direttive di Ophanimon, esplorando Digiworld in lungo e in largo grazie alla protezione di Angemon. I quattro ragazzi ed i Digiprescelti si confrontano sulla rispettiva permanenza a Digiworld, insistendo a voler rimandare nel mondo reale l'altro gruppo. Angemon, intanto, si dimostra a conoscenza del fatto che i Digiprescelti siano i Leggendari Guerrieri e gli spiega che Ophanimon stessa gli aveva affidato l'incarico di proteggere gli altri ragazzi, poiché i quattro non avevano nessuna intenzione di tornare nel mondo reale. Tommy viene aggredito da Teppei, che insieme a Katsuharu aveva costretto Tommy a salire sul Trailmon e a dirigersi a Digiworld. Katsuharu intima a Teppei di lasciare Tommy, ma accusa Tommy di essere giunto a quel punto appoggiandosi solo alla determinazione degli altri. Tommy grida ai due di non essere un fifone, ma un'esplosione lacera l'aria. È Sagittarimon, tornato per vendicarsi insieme ad un'armata di Centarumon. Angemon si offre di occuparsi dei Centarumon e di Sagittarimon da solo ed effettivamente sembra riuscirci nel migliore dei modi. Tuttavia, un gruppo di Centarumon insegue Tommy, Katsuharu e Teppei, che però inciampa e rischia di essere schiacciato. È Tommy a salvarlo, il quale poi, furioso, digievolve Korikakumon per affrontare i Centarumon. Tutti gli altri Digiprescelti digievolvono alle loro forme di tipo Umano, mentre Katsuharu, Teppei, Chiaki e Teruo sono sconvolti nello scoprire che i sei possono digievolvere. Con i Centarumon sconfitti, Angemon sistema Sagittarimon ed il gruppo esce vittorioso dalla battaglia. Katsuharu e Teppei chiedono scusa a Tommy e decidono, insieme agli altri, di tornare nel mondo reale. Tuttavia, proprio in quel momento, arrivano i Cavalieri Reali, che sconfiggono Angemon, acquisendone il Digicodice, e rapiscono i quattro bambini. Tommy si aggrappa alla rete dei suoi amici, mentre gli altri Digiprescelti vengono bloccati da Crusadermon. |                   |                  |
| 41                                             | Il villaggio del Fagiolo Gigante 「スキャンさせるな！ 友情の豆の木」 - Sukyan Saseru na! Yuujou no Mame no Ki – "Non permettiamo loro di assorbirli! La pianta di fagioli dell'amicizia" | 26 gennaio 2003   | 5 gennaio 2004   |
| 41                                             | I Digiprescelti sono intenzionati a seguire i Cavalieri Reali, ma diversi Trailmon glielo sconsigliano. Intanto, i quattro bambini e Tommy vengono portati a Mamenoki Village e gli altri Digiprescelti, venuti a sapere della cosa, decidono di raggiungerli e riescono a convincere un Trailmon ad accompagnarli. Arrivati a Mamenoki Village, i quattro ragazzi e Tommy vedono che i Cavalieri Reali hanno battuto tutti i Mamemon della zona per ottenere una fantomatica chiave di cui nessuno è a conoscenza. Anche i ragazzi vengono imprigionati, allo scopo di farsi rivelare dove si nasconda la chiave. I Cavalieri Reali, infatti, credono che la chiave sia necessaria per assorbire il Digicodice principale del villaggio, ma il Capo Mamemon spiega che questa chiave in realtà non esiste. Gli altri Digiprescelti, intanto, affrontano diverse avversità per raggiungere Tommy e gli altri. Nel frattempo, Tommy e gli altri ragazzi fuggono dalla prigione, ma il Capo Mamemon viene catturato dai Cavalieri Reali. Tommy prova a liberarlo digievolvendo, ma Crusadermon lo lega e gli impedisce i movimenti. I ragazzi cercano di convincere i Cavalieri Reali a lasciare il Capo Mamemon, ma Crusadermon rivela il Digicodice di Kastuharu e sta per assorbirlo; tuttavia gli altri Digiprescelti giungono proprio in quel momento e, dopo aver liberato Tommy, raggiungono l'Iperdigievoluzione Spirit e digievolvono KaiserGreymon e MagnaGarurumon. Gli altri ragazzi, mentre il combattimento è in corso, salgono sul Trailmon, ma Koichi viene catturato e MagnaGarurumon è impotente. I Mamemon attaccano Crusadermon e lo distraggono, permettendo a MagnaGarurumon di liberarlo. KaiserGreymon e MagnaGarurumon vengono sconfitti dai Cavalieri Reali e stanno per essere acquisiti, ma il Capo Mamemon rivela ai Cavalieri Reali che la chiave in realtà esiste ed è il fagiolo d'oro che si trova in cima alla pianta di fagioli gigante presente all'interno del villaggio. L'intero settore viene quindi acquisito senza che i Digiprescelti possano fare nulla. Katsuharu, Teppei, Chiaki e Teruo decidono infine di tornare a casa e Trailmon Worm parte per riportarli nel mondo reale. |                   |                  |
| 42                                             | Salvate le Digiuova! 「ヂギタマを守れ！ 消えゆく命の奇跡」 - Dejitama o Mamoru! Kieyuku Inochi no Kiseki – "Proteggete le Digiuova! Il miracolo della vita svanisce" | 2 febbraio 2003   | 7 gennaio 2004   |
| 42                                             | I Digiprescelti sono depressi perché ormai la maggior parte del terreno di Digiworld è stata acquisita, ma Takuya li sprona a non dubitare della loro vittoria finale sui Cavalieri Reali. Il gruppo arriva alla Città della Rinascita, in cui sono presenti le Digiuova dei Digimon non ancora nati. Il posto è protetto da Swanmon, che si occupa di tutte le Digiuova. Improvvisamente un segnale dei Digivice avvisa di un pericolo tra i Digimon vicini e i Digiprescelti si chiede da chi possa provenire il segnale. I ragazzi offrono il loro aiuto a Swanmon, che accetta volentieri. Una volta occupatisi di tutti i Digimon neonati, Swanmon offre ai Digiprescelti una tazza di tè e le viene rivelata la vera identità dei ragazzi. Trovarsi alla Città della Rinascita provoca strani sentimenti nei ragazzi, sentimenti di rivalsa verso i Cavalieri Reali e di protezione verso Digiworld. Venuti a sapere che i Trailmon si rifiutano di trasportare i Digimon di livello primario nelle altre zone, i Digiprescelti si offrono di andarli a convincere, ma non ottengono nulla. Mentre i Digiprescelti sono lontani, Dynasmon e Crusadermon attaccano la Città della Rinascita, riducendo a mal partito Swanmon. Takuya e Koji decidono di sfidare Dynasmon e Crusadermon ancora una volta e digievolvono KaiserGreymon e MagnaGarurumon. I due Leggendari Guerrieri proteggono le Digiuova, ma vengono attaccati e ridotti male dai Cavalieri Reali. Il resto del gruppo inizia a mettere al riparo le Digiuova, mentre Zoe torna dai Trailmon e li convince ad aiutarli. KaiserGreymon e MagnaGarurumon vengono sconfitti e regrediscono. I due stanno per essere eliminati, ma i Digimon di livello primario intervengono in loro soccorso. Mentre JP, Zoe, Tommy e Koichi tornano dai loro amici, quattro Digiuova si illuminano e si dirigono anch'esse verso Takuya e Koji: sono le Digiuova di Grumblemon, Arbormon, Lanamon e Mercurymon che, purificati, si manifestano fisicamente per aiutare i Digiprescelti, che digievolvono tutti alle loro forme di tipo Umano. I dieci Leggendari Guerrieri, finalmente riuniti, circondano i Cavalieri Reali e li attaccano, costringendoli a ritirarsi. Tuttavia, riescono comunque ad assorbire il Digicodice della Città della Rinascita. Benché le Digiuova siano salve, la Città della Rinascita è stata acquisita ed il peggio è stato evitato solo grazie alla manifestazione degli ex Leggendari Guerrieri malvagi, che tornano all'interno dei Digivice di Takuya e Koji. |                   |                  |
| 43                                             | Scontro alla Città del Fuoco 「故郷消滅！ 地獄の使者スカルサタモン」 - Furusato Shoumetsu! Jigoku no Shisha Sukarusatamon – "La nostra città è in pericolo! Skullsatamon, emissario dell'inferno" | 9 febbraio 2003   | 8 gennaio 2004   |
| 43                                             | Bokomon sprona i Digiprescelti a continuare la loro battaglia contro Lucemon ed i Cavalieri Reali, facendo leva sulla precedente manifestazione degli altri Leggendari Guerrieri. In quel momento, dei Poyomon intervengono piangendo e rivelano che la Città del Fuoco e la foresta circostante sono sotto assedio. I Digiprescelti partono quindi alla volta della Città del Fuoco, mentre Lucemon informa i Cavalieri Reali che gli mancano solo pochi Digicodici per liberarsi. SkullSatamon è alla ricerca del Digicodice ed elimina dei Palmon che non gli hanno voluto rivelare la sua posizione. Un Gazimon, tuttavia, dice che il Digicodice si trova all'interno di una grotta e SkullSatamon si reca a prenderlo. SkullSatamon trova quindi il Digicodice ed assorbe la Città del Fuoco, non lasciandone alcuna traccia, e spedendo i dati da Lucemon. Tuttavia, la Stazione del Fuoco non è stata assorbita poiché è stata scorporata dalla città. Alcuni dei Digimon della Stazione del Fuoco biasimano i Digiprescelti per essere arrivati tardi, ma questi gli chiedono aiuto contro i Cavalieri Reali. SkullSatamon è pronto ad acquisire anche la Stazione e, per fare ciò, evoca un secondo SkullSatamon suo fratello. I due SkullSatamon attaccano la Stazione ed i Digimon sono in preda al panico, ma Takuya e Koji decidono di attaccarli e digievolvono KaiserGreymon e MagnaGarurumon. Gli SkullSatamon provano a convincere i due Leggendari Guerrieri ad arrendersi e a sfruttare le loro capacità per Kerpymon, ma i due vengono sconfitti da KaiserGreymon e MagnaGarurumon e, per tutta risposta, convocano il terzo dei fratelli SkullSatamon, che li aiuta nella battaglia. Uno degli SkullSatamon trova il Digicodice della Stazione, ma KaiserGreymon e MagnaGarurumon riprendono il controllo della situazione ed impediscono ai tre di prendere il Digicodice, sconfiggendo poi gli SkullSatamon e assorbendone i Digicodici. Tuttavia, appare Crusadermon, che, assolutamente non curante, raccoglie anche il Digicodice della Stazione e lo assorbe, spedendolo a Lucemon. I Digiprescelti si impegnano a difendere le aree di Digiworld non ancora acquisite, sconfiggendo così i Cavalieri Reali. |                   |                  |
| 44                                             | Il ritorno di Gotsumon 「共に戦え！ ゴツモンと輝二の誓い」 - Tomo ni Tatakae! Gotsumon to Kouji no Chikai – "Combattete insieme! Il giuramento di Gottsumon e Kouji" | 16 febbraio 2003  | 12 gennaio 2004  |
| 44                                             | Dynasmon e Crusadermon continuano senza sosta ad assorbire Digicodici e a spedirli a Lucemon, dicendo che rimangono solo quattro settori da acquisire. Un'armata di Knightmon sta per aggredire una vecchia conoscenza dei Digiprescelti, Gotsumon, per acquisire il Digicodice dei tre Guardiani. BurningGreymon, Lobomon, Beetlemon, Kazemon, Kumamon e Lowemon combattono i Knightmon e riescono a sconfiggerli, ma l'intervento dei Cavalieri Reali vanifica i loro sforzi, poiché questi acquisiscono il Digicodice e lo spediscono a Lucemon. Ora sono solo tre i settori rimanenti, quello della Foresta, quello del Ghiaccio e quello della Luce. I Cavalieri Reali sfidano i Digiprescelti, dicendo che li attendono al settore della Foresta. Gotsumon, alla vista del suo settore devastato, sviene. Quando il Digimon rinviene, i Digiprescelti cercano di elaborare una strategia e Zoe propone di raggiungere i Digicodici prima dei loro avversari e metterli al sicuro. Gotsumon si unisce al gruppo, che parte compatto verso il settore della Foresta, luogo in cui si trova anche il castello di Seraphimon. I Cavalieri Reali e i Knightmon si trovano già lì, ma non riescono ad oltrepassare la barriera che circonda il castello. Dynasmon e Crusadermon volano via, lasciando ai Knightmon il compito di intercettare gli esseri umani. I Digiprescelti elaborano un piano: KaiserGreymon cercherà di fermerà i Cavalieri Reali, mentre MagnaGarurumon e Gotsumon affronteranno i Knightmon. Koji digievolve e parte all'attacco con Gotsumon. Crusadermon, intanto, ha l'idea di trapassare la barriera dall'incrocio dei sei scudi e la tattica riesce, visto che gli attacchi dei Cavalieri Reali stanno per distruggere la barriera. Intanto, il Digivice di Takuya reagisce alla barriera e vi apre un varco, quindi lui ed il resto del gruppo penetrano all'interno del castello per mettere al sicuro il Digicodice. MagnaGarurumon e Gotsumon, intanto, stanno avendo qualche problema con i Knightmon, che si riformano una volta distrutti, ed infine vengono attaccati da Crusadermon. I Digiprescelti all'interno del castello trovano una stanza segreta in cui sono custodite le statue dei tre Digimon Angelici, involucro del Digicodice della zona. Dynasmon, intanto, distrugge la barriera ed il castello, rivelando il Digicodice, ma lo spirito di Sorcerymon salva ancora una volta i Digiprescelti, proteggendoli. Takuya digievolve KaiserGreymon ed affronta Dynasmon, mentre Gotsumon cerca un modo per aiutare MagnaGarurumon, digievolvendo Meteormon. Intanto, KaiserGreymon è in vantaggio nello scontro con Dynasmon, ma quest'ultimo riesce comunque ad assorbire il Digicodice. KaiserGreymon e MagnaGarurumon devono decidere se fermare i Cavalieri Reali o salvare i loro amici ed optano per quest'ultima opzione. Alla fine dell'episodio, Gotsumon si separa dal gruppo, incoraggiando Koji a difendere il loro mondo. |                   |                  |
| 45                                             | Alla difesa dell'Elettromercato di Akiba 「データかく乱作戦！ アキバマーケットを防衛せよ」 - Deeta Kaku Ran Sakusen! Akiba Maaketto o Boueise yo – "Il piano dello scambio dati! Proteggiamo il Mercato di Akiba" | 23 febbraio 2003  | 13 gennaio 2004  |
| 45                                             | I Digiprescelti si dirigono all'Elettromercato di Akiba, posizionato nel settore del Ghiaccio, ovvero uno dei due settori ancora da acquisire. Takuya e Koji cercano di organizzare una controffensiva, aiutati dai loro amici Sepikmon e Datamon, mentre Zoe, Bokomon, Neemon e Patamon cercano di far fuggire tutti i Digimon presenti nel settore. JP, intanto, è occupato a scomporre il settore, scomponendo a sua volta il Digicodice per renderne più difficile l'acquisizione, e Tommy e Koichi costruiscono una gigantesca catapulta per lanciare delle palle di neve. Intanto, Sepikmon ha una visione in cui diversi Digimon cercano di contrastare i Cavalieri Reali per fermare la loro folle opera. Takuya e Koji, per impedirne l'acquisizione, digievolvono KaiserGreymon e MagnaGarurumon e vanno al salvataggio. Crusadermon intanto elimina uno Pteramon ed un Gryphonmon e poi un GranKuwagamon, mentre Dynasmon si occupa di uno Zanbamon e di diversi Airdramon. KaiserGreymon e MagnaGarurumon a quel punto intervengono nel combattimento, salvando gli ultimi due Airdramon. Gli altri Digiprescelti, intanto, sono pronti ad intervenire in favore dei loro amici e colpiscono Crusadermon con delle palle di neve, distraendolo. Dynasmon interviene ed impedisce a KaiserGreymon di eliminarlo, riducendolo a mal partito, mentre Crusadermon si occupa di MagnaGarurumon. KaiserGreymon, approfittando della vicina presenza del reattore centrale, attacca con il fuoco Dynasmon, che si rotola a terra per il dolore. Intanto, un attacco di Crusadermon rischia di colpire gli altri Digipescelti, MagnaGarurumon cerca di proteggerli, ma non vi riesce appieno. I Digiprescelti liberano di nuovo il Digicodice, ad eccezione ancora una volta di Koichi. Crusadermon spiega all'attonito ragazzo che il Digicodice viene liberato dalle cellule del corpo, quindi lui non lo rilascia perché non è fatto di carne. Prima che possa dare altre spiegazioni, il combattimento riprende. Dynasmon inizia a cercare tutti i frammenti del Digicodice, mentre Crusadermon intrattiene KaiserGreymon e MagnaGarurumon, che stanno per avere la meglio. Tuttavia, alla fine, Dynasmon riesce a ricomporre il Digicodice e a prelevarlo, fuggendo insieme a Crusadermon con il penultimo Digicodice. KaiserGreymon e MagnaGarurumon salvano i loro amici che stanno per cadere nel vuoto e promettono che faranno qualsiasi cosa per salvare il settore della Luce, dove risiede il castello di Ophanimon. |                   |                  |
| 46                                             | Lucemon si rivela 「デジタルワールド消滅！？ ルーチェモン暗黒支配」 - Dejitaru Waarudo Shoumetsu!? Ruuchemon Ankoku Shihai – "La fine del Mondo Digitale?! L'oscuro dominio di Lucemon" | 2 marzo 2003      | 14 gennaio 2004  |
| 46                                             | I Digiprescelti viaggiano verso l'ultimo settore ancora non acquisito. I Cavalieri Reali, intanto, sono a rapporto da Lucemon, che conferma ancora una volta la sua volontà di esaudire il loro desiderio di passare nel mondo reale. I Digiprescelti arrivano al castello di Ophanimon, ma Koichi si comporta in modo strano: ricorda infatti le parole di Crusadermon e vorrebbe capirci di più. Il gruppo entra nel castello e decide di cercare il Digicodice per poterlo proteggere al meglio. I ragazzi incontrano però Nefertimon, che per diretto ordine di Ophanimon sorveglia e protegge il castello, ma non ha idea di dove sia il Digicodice. I sei si dividono in squadre di due ed iniziano a cercare il Digicodice. Koji chiede a Koichi cosa ci sia che non va, manifestandogli la sua felicità per essere giunto a Digiworld ed averlo incontrato, mentre Koichi continua a dirgli di stare bene. JP e Tommy si confessano la rispettiva paura di non poter salvare Digiworld e cercano di farsi coraggio a vicenda. Takuya e Zoe cercano indizi sulla posizione del Digicodice e parlano della loro esperienza a Digiworld, fatta di battaglie, incontri e storie incredibili. Dopo aver parlato di quanto sia stato bello diventare un Digimon, Takuya crolla addormentato. Nessuno riesce a trovare il Digicodice, che però pare scomparso. Bokomon sa perché Koichi è strano, poiché era presente al discorso di Crusadermon, e cerca di aiutarlo, ma il ragazzo gli fa promettere di non dire niente a nessuno. Dynasmon e Crusadermon, intanto, stanno per giungere al castello di Ophanimon. I due Digimon penetrano in esso e lo attaccano, con Takuya e Koji che digievolvono KaiserGreymon e MagnaGarurumon. I Cavalieri Reali dimostrano di essere a conoscenza della posizione del Digicodice: questo è in realtà nascosto in Nefertimon. Il Digimon chiede a KaiserGreymon e MagnaGarurumon di eliminarla per proteggere il settore, ma i due si rifiutano e partono all'attacco dei Cavalieri Reali. La lotta è agguerrita come non mai, ma improvvisamente, dall'Area Oscura, Lucemon sferra un attacco e sconfigge i due Leggendari Guerrieri. I Cavalieri Reali prendono Nefertimon e la convertono in Digicodice, acquisendo anche l'ultimo settore dell'ormai scomparso Digiworld e causando la liberazione definitiva di Lucemon. Il Digimon malvagio esprime i suoi propositi di fondare un nuovo mondo, sul quale lui regnerà incontrastato ed in cui ogni Digimon lo servirà. Lucemon attacca i Digiprescelti, ma Trailmon Angler li salva e li porta su una delle tre lune di Digiworld, la luna di Ophanimon, per riordinare le idee e prepararsi alla battaglia finale contro Lucemon. |                   |                  |
| Arco della Battaglia Finale (4 episodi)        | |                   |                  |
| 47                                             | Il destino dei Cavalieri Reali 「ロイヤルナイツ散る それて・・・！！」 - Roiyaru Naitsu Chiru, Soshite...!! – "La fine dei Royal Knight. E poi..." | 9 marzo 2003      | 15 gennaio 2004  |
| 47                                             | I Digiprescelti si trovano sulla luna di Ophanimon e Koichi è ancora ossessionato dalle parole di Crusadermon. I Digiprescelti si deprimono per la loro sconfitta e per l'acquisizione totale di Digiworld, ma Takuya e Koji li spronano, ricordandogli che ci sono ancora molti Digimon da salvare. Dynasmon e Crusadermon reclamano ancora una volta il codice segreto per passare nel mondo reale, ma Lucemon gli dice che glielo consegnerà quando avranno definitivamente eliminato gli esseri umani. Crusadermon esprime dei dubbi su Lucemon, ma Dynasmon lo rimprovera e si scusa con Lucemon, dichiarandosi pronti alla battaglia. I Digiprescelti scoprono che sulla luna gialla è stata allestita una nuova Città della Rinascita, dove sono state portate tutte le Digiuova portate via durante lo scontro alla Città della Rinascita originale. Improvvisamente si schiudono due uova speciali, i cui Digimon di livello primario digievolvono immediatamente in Salamon e Lopmon. I Digiprescelti capiscono che i due sono le forme al livello intermedio di Ophanimon e Kerpymon, così come Patamon lo è di Seraphimon, e decidono di non arrendersi e combattere fino alla fine. In quel momento, i Cavalieri Reali giungono sulla luna di Ophanimon. Takuya ricorda i suoi trascorsi a Digiworld, ripercorrendo dal divertimento dei primi tempi fino alla comprensione della loro difficile missione. Takuya sprona gli altri Digiprescelti e ricorda loro il motivo per cui sono rimasti a Digiworld fino a quel momento, convinto di eliminare i Cavalieri Reali. Quindi Takuya e Koji digievolvono KaiserGreymon e MagnaGarurumon per il confronto finale con Dynasmon e Crusadermon. Il combattimento inizia, anche se Crusadermon continua a non essere convinto da Lucemon. KaiserGreymon e MagnaGarurumon dimostrano di essere maturati moltissimo dal primo combattimento contro i Cavalieri Reali e che la loro forza è aumentata di conseguenza; i Cavalieri Reali, infatti, si ritrovano in difficoltà. Crusadermon viene attaccato da MagnaGarurumon a distanza ravvicinata e viene sconfitto. Dynasmon libera la sua tecnica più potente, ma KaiserGreymon contrattacca e la rende innocua, sconfiggendo quindi anche Dynasmon. KaiserGreymon e MagnaGarurumon cercano di assorbire Dynasmon e Crusadermon, ma i loro Digicodici vengono invece acquisiti da Lucemon stesso che, grazie ad essi, digievolve in una nuova forma: Lucemon Chaos Mode. Lucemon Chaos Mode riafferma il suo proposito di creare un mondo perfetto in luogo di Digiworld, governato da lui stesso. Il Digimon malvagio attacca KaiserGreymon e MagnaGarurumon ed il primo viene immediatamente sconfitto. KaiserGreymon regredisce in Takuya ed il suo Digicodice viene liberato. Lucemon Chaos Mode sta per acquisirlo, ma MagnaGarurumon salva l'amico, venendo però sconfitto anche lui dal Digimon malvagio. Per la potenza delle tecniche usate da Lucemon Chaos Mode, la luna di Ophanimon esplode. |                   |                  |
| 48                                             | Il sacrificio di Koichi 「光と闇を一つに！ 輝一最後の願い」 - Hikari to Yami o Hitotsu ni! Kouichi Saigo no Negai – "Luce e oscurità unite! L'ultimo desiderio di Koichi." | 16 marzo 2003     | 19 gennaio 2004  |
| 48                                             | I frammenti della luna di Ophanimon raggiungono quella di Seraphimon e quella rossa di Kerpymon, distruggendo anche quelle. Le Digiuova presenti sulla luna gialla sono alla deriva, ma il gruppo dei Digiprescelti è salvo, compresi Takuya e Koji, che sono stati salvati da una barriera eretta da Patamon, Salamon e Lopmon. Lucemon Chaos Mode torna intanto all'Area Oscura, dove sono presenti degli spiriti malvagi. I Digiprescelti pensano ad un modo per sconfiggere Lucemon Chaos Mode e Patamon, Salamon e Lopmon gli rivelano che per eliminarlo dovranno unire luce ed ombra, anche se non sanno dire di più. Koji e Koichi parlano in privato riguardo alla loro madre, mentre Bokomon svela agli altri Digiprescelti i dubbi di Koichi. Lucemon Chaos Mode si prepara a creare il nuovo mondo, mentre Koji dice a Koichi che sente che c'è qualcosa che lo disturba. Mentre Koichi si prepara a parlare, una strana energia viene proiettata dall'Area Oscura ed i Digiprescelti pregano i tre ex Digimon Angelici di portarli laggiù, ma Koichi, prima di partire, chiede a Koji di andare a trovare la loro madre quando tornerà nel mondo reale e Koji acconsente. Grazie ai Digicodici acquisiti, intanto, Lucemon incredibilmente apre un passaggio verso il mondo reale. I Digiprescelti sono sconvolti nel vedere il loro mondo, mentre sulla Terra i sistemi di telecomunicazioni iniziano a malfunzionare. Bokomon legge dal proprio libro che se un Digimon penetrasse nel mondo reale provocherebbe delle interferenze elettromagnetiche tali da provocare la paralisi del pianeta ed i Digiprescelti sono ancora più risoluti nel fermarlo. I sei ragazzi digievolvono Aldamon, Beowulfmon, Beetlemon, Kazemon, Kumamon e Lowemon e si precipitano nell'Area Oscura a fermare il Digimon malvagio. Gli attacchi dei Leggendari Guerrieri non hanno alcun effetto e vengono sconfitti velocemente da Lucemon Chaos Mode. Il Digimon malvagio attacca i Digiprescelti, ad eccezione di Lowemon, ed annulla le loro Digievoluzioni, spiegando che lui è invincibile perché possiede sia una parte di luce che una di ombra. Lucemon Chaos Mode cerca di eliminare i cinque ragazzi, ma Lowemon si frappone tra le due fazioni e salva la vita ai suoi amici. Koichi rivela ai Digiprescelti che lui è già morto quando è caduto da quella rampa di scale prima di recarsi a Digiworld e Lucemon Chaos Mode assorbe il Digicodice del suo spirito, eliminandolo definitivamente, ma non prima che il ragazzo riesca a consegnare i suoi Digispirit a Koji. Takuya e Koji, pieni di dolore per la scomparsa di Koichi, convogliano in loro tutti i Digispirit ed effettuano la Leggendaria Digievoluzione Spirit, digievolvendo Susanoomon. |                   |                  |
| 49                                             | Pericolo sulla Terra 「戦えスサノオモン ルーチェモン人間界到達！」 - Tatakae Susanoomon, Ruuchemon Ningenkai Toutatsu!! – "Combatti, Susanoomon. L'arrivo di Lucemon nel mondo reale!" | 23 marzo 2003     | 22 gennaio 2004  |
| 49                                             | La Leggendaria Digievoluzione Spirit dà vita a Susanoomon, che si staglia di fronte a Lucemon Chaos Mode. Inizia il combattimento tra i due Digimon, con Susanoomon che sembra poter contrastare il potere di Lucemon Chaos Mode. Quest'ultimo attacca con la stessa tecnica che ha eliminato Koichi, ma stavolta Susanoomon riesce a liberarsi, alterando la Digievoluzione e facendosi scudo dei Digispirit, riassemblandosi poi in Susaanomon. Il Leggendario Guerriero attacca poi Lucemon Chaos Mode, sconfiggendolo e tranciando a metà l'Area Oscura. Susanoomon acquisisce quindi il Digicodice di Lucemon, mentre il suo Digiuovo vola via, distruggendosi in mille pezzi. L'Area Oscura lentamente svanisce e Susanoomon regredisce in Takuya e Koji. Tuttavia, i Digicodici superstiti vengono assorbiti da un secondo Digiuovo nero fuoriuscito anch'esso dal corpo di Lucemon. Questo s'ingrandisce sempre di più, mentre Bokomon ipotizza che Susanoomon abbia scannerizzato solo il Digicodice positivo di Lucemon, mentre quello negativo si è ricompattato nel Digiuovo nero, che si schiude rivelando Lucemon Shadowlord Mode. Il Digimon composto di pura malvagità assorbe quel poco che è rimasto di Digiworld, compresi gli ultimi frammenti dell'Area Oscura, e si dirige verso il mondo reale, facendo a pezzi il muro che separa i due mondi. I Digiprescelti decidono di seguirlo e digievolvono Aldamon, Beowulfmon, Beetlemon, Kazemon e Kumamon, rincorrendolo in un disperato tentativo di fermarlo. I cinque, intanto, si propongono degli obiettivi per quando ritorneranno nel mondo reale e capiscono che hanno ottimi motivi per salvare i due mondi. Lucemon Shadowlord Mode giunge alla Stazione sotterranea di Shibuya da dove sono partiti i Digiprescelti, provocando delle interferenze nel mondo reale. Il Digimon si dirige poi verso la superficie, mentre strani messaggi appaiono sugli schermi di tutto il mondo, in cui Lucemon intima agli esseri umani di obbedirgli, pena l'estinzione della specie. I Digiprescelti giungono anch'essi alla Stazione sotterranea e continuano a rincorrere Lucemon Shadowlord Mode, ma i loro attacchi sono assolutamente inefficaci. Il contrattacco del Digimon è potentissimo ed i Digiprescelti ne vengono travolti in pieno, trascinati nuovamente verso la Stazione sotterranea. L'episodio finisce con l'inquadratura sulla inquietante scritta "obbedienza o estinzione, la scelta dipende da questa". |                   |                  |
| 50                                             | La vittoria finale 「時を越えて！ 新たな伝説の始まり」 - Toki o Koete! Aratana Densetsu no Hajimari – "Al di là del tempo! La nascita di una nuova leggenda." | 30 marzo 2003     | 26 gennaio 2004  |
| 50                                             | I Digiprescelti, messi fuori combattimento dall'attacco di Lucemon Shadowlord Mode, sono sconfitti e circondati dai loro Digicodici. Bokomon, Neemon, Patamon, Salamon e Lopmon li raggiungono, mentre Lucemon Shadowlord Mode continua il suo cammino verso la superficie. Takuya cerca di digievolvere di nuovo, ma Koji lo ferma per evitare di fargli commettere follie. Takuya è furioso perché si rende conto che, nonostante tutti i loro sforzi, Lucemon Shadowlord Mode ha vinto. Una lacrima di Takuya cade sul suo Digivice e le forme di tipo Umano dei Digiprescelti prendono vita, compresi Lowemon, Grumblemon, Arbormon, Lanamon e Mercurymon, che danno loro coraggio, dicendogli che hanno preso vita grazie a loro, venendo condizionati dai loro pensieri, dalle loro strategie e dai loro sentimenti, e li spingono a combattere. Anche i Digimon Angelici prendono vita tramite i corpi di Patamon, Salamon e Lopmon e dicono ai Digiprescelti che Lucemon Shadowlord Mode è un ammasso di dati negativi senza coscienza e che l'unione di tutti i venti Digispirit avrà sicuramente la meglio su di lui. I Digiprescelti decidono di combattere e compiono la Leggendaria Digievoluzione Spirit, stavolta tutti e cinque insieme, digievolvendo Susanoomon. Lucemon Shadowlord Mode raggiunge finalmente la superficie, ma viene afferrato da Susanoomon e trascinato nuovamente sul fondo. I Digiprescelti scoprono che all'interno della sfera oscura portata da Lucemon Shadowlord Mode c'è un altro Digimon, Lucemon Larva. Susanoomon viene attaccato ancora da Lucemon Shadowlord Mode, mentre Bokomon, Neemon, Patamon, Salamon e Lopmon tornano a Digiworld. Il Leggendario Guerriero penetra nella sfera oscura, ma Lucemon Larva lo attacca. Susanoomon però contrattacca, colpendo duramente Lucemon Larva. Senza la guida di Lucemon Larva, Lucemon Shadowlord Mode è fuori controllo e Susanoomon attacca anche lui, decidendo di non purificarlo ed eliminandolo definitivamente. Tuttavia, non è ancora finita. Lucemon Larva è ancora vivo ed attacca Susanoomon, che però espelle dal proprio corpo Takuya, Koji, JP, Zoe e Tommy. Le forme di tipo Umano dei dieci Leggendari Guerrieri attaccano Lucemon Larva con la spada di Susanoomon, eliminandolo definitivamente. I dieci Leggendari Guerrieri si congratulano con i Digiprescelti, mentre i Digicodici fuoriusciti dai Digivice dei cinque vengono liberati e si ricompattano su Digiworld, riformandolo completamente. Tuttavia, il varco con il mondo reale sta per chiudersi ed i Leggendari Guerrieri spediscono i Digiprescelti attraverso di esso, con questi ultimi che non riescono a dire addio né ai Leggendari Guerrieri né a Bokomon, Neemon, Patamon, Salamon e Lopmon. Mentre i cinque tornano a casa, Lowemon contatta Koji e gli rivela che Koichi è ancora vivo. I Digiprescelti tornano quindi nel mondo reale, dodici minuti dopo la loro partenza per Digiworld. I cinque corrono nel luogo dov'è precipitato Koichi, venendo a sapere che è stato trasportato in ospedale. Koichi è infatti in rianimazione, ma sembra che per lui non ci sia niente da fare. Tuttavia, l'arrivo di Koji e degli altri scatena una reazione nei Digivice che riporta in vita Koichi, mentre i Digivice tornano ad essere dei normali telefoni cellulari. Nel degno epilogo della serie, i Digiprescelti parlano di quanto la loro indimenticabile esperienza a Digiworld li abbia fatti maturare e di quanto li abbia aiutati a superare le loro difficoltà, segnandoli per sempre. |                   |                  |

## Edizioni home video

### Giappone
La Toei Video, ramo della Toei Animation relativo alla distribuzione, distribuì un totale di dodici DVD relativi a Digimon Frontier in Giappone tra il 21 gennaio ed il 5 dicembre 2003. La serie uscì anche in un cofanetto contenente 9 dischi il 24 agosto 2007, distribuita dalla Happinet Pictures.
| Distribuzioni in DVD della Toei Video | Distribuzioni in DVD della Toei Video | Distribuzioni in DVD della Toei Video | Distribuzioni in DVD della Toei Video | Distribuzioni in DVD della Toei Video | Distribuzioni in DVD della Toei Video | Distribuzioni in DVD della Toei Video | Distribuzioni in DVD della Toei Video | Distribuzioni in DVD della Toei Video |
| Volume                                | Data di uscita                        | Dischi                                | Episodi                               |                                       | Volume                                | Data di uscita                        | Dischi                                | Episodi                               |
| ------------------------------------- | ------------------------------------- | ------------------------------------- | ------------------------------------- | ------------------------------------- | ------------------------------------- | ------------------------------------- | ------------------------------------- | ------------------------------------- |
| 1                                     | 21 gennaio 2003                       | 1                                     | 4                                     | 7                                     | 21 luglio 2003                        | 1                                     | 4                                     |                                       |
| 2                                     | 21 febbraio 2003                      | 1                                     | 4                                     | 8                                     | 8 agosto 2003                         | 1                                     | 4                                     |                                       |
| 3                                     | 21 marzo 2003                         | 1                                     | 4                                     | 9                                     | 21 settembre 2003                     | 1                                     | 4                                     |                                       |
| 4                                     | 21 aprile 2003                        | 1                                     | 4                                     | 10                                    | 21 ottobre 2003                       | 1                                     | 4                                     |                                       |
| 5                                     | 21 maggio 2003                        | 1                                     | 4                                     | 11                                    | 21 novembre 2003                      | 1                                     | 5                                     |                                       |
| 6                                     | 21 giugno 2003                        | 1                                     | 4                                     | 12                                    | 5 dicembre 2003                       | 1                                     | 5                                     |                                       |

### Nord America
La Alliance Entertainment Corporation ha distribuito in Nord America un box set composto da cinque dischi degli episodi doppiati in inglese.